# Niederfriedhof

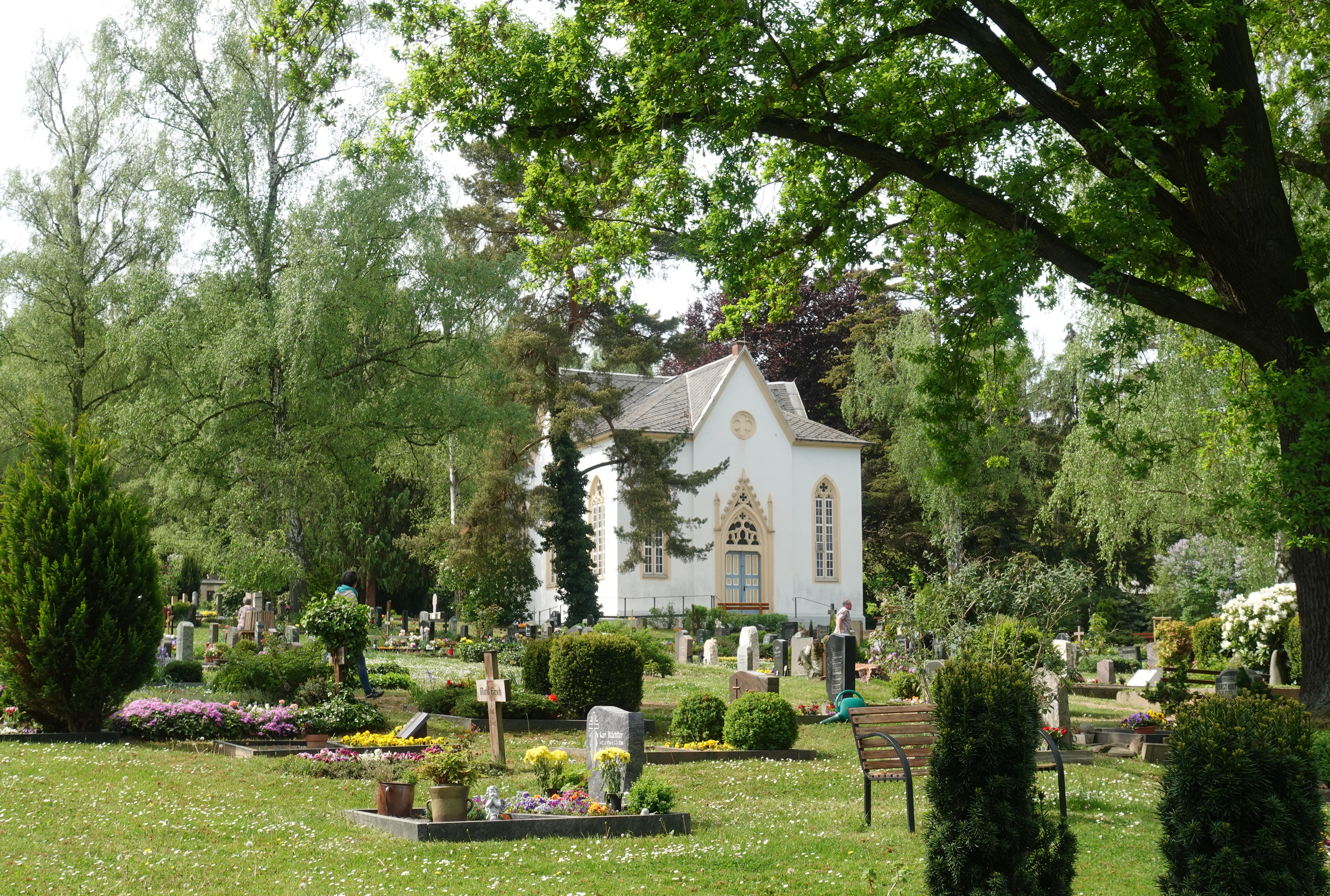
Der Niederfriedhof in Döbeln

Der Niederfriedhof ist eine evangelische Begräbnisstätte in Döbeln. Er wurde 1585 geweiht und steht als Sachgesamtheit unter Denkmalschutz.

## Lage

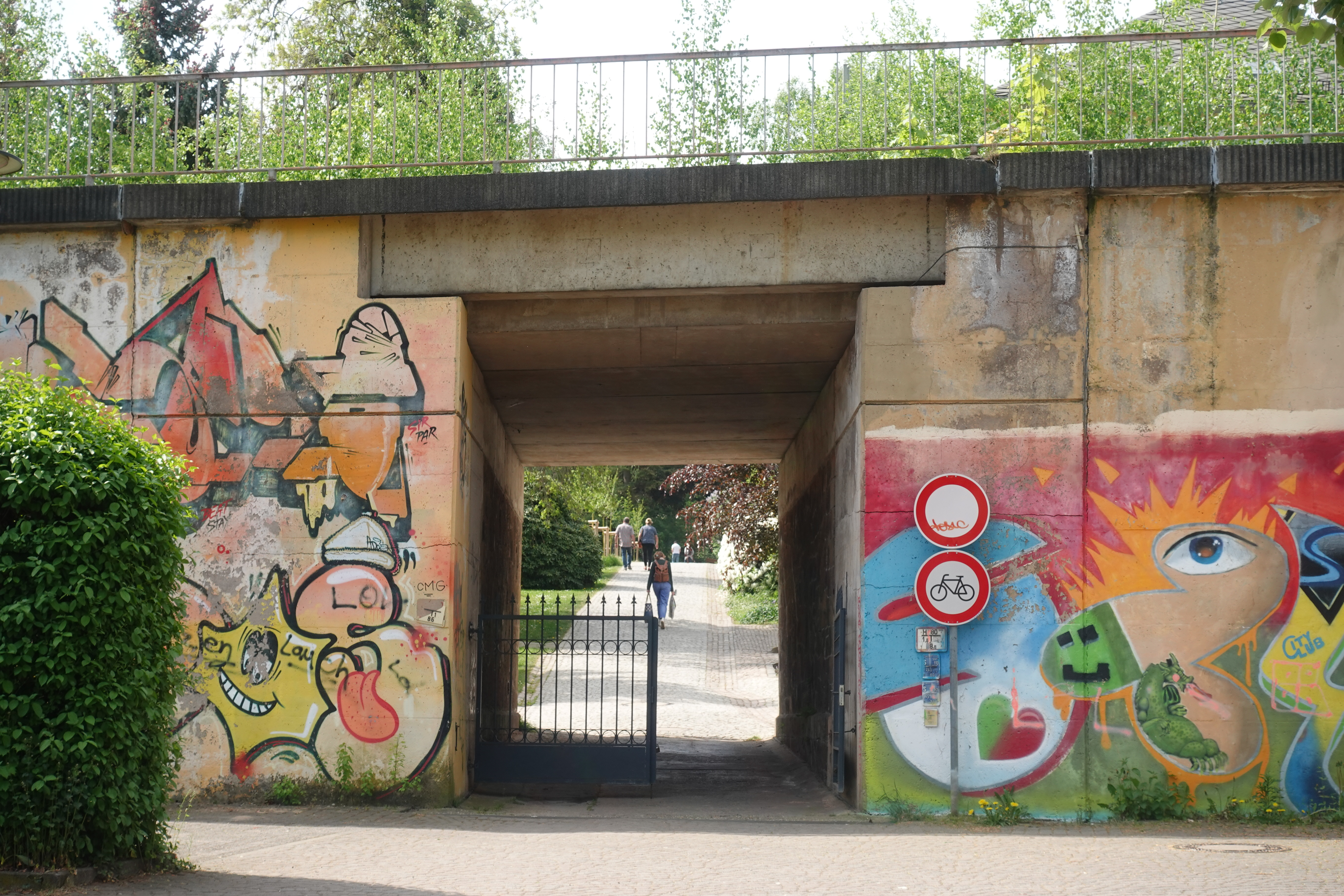
Zugang zum Friedhof 2022

Der Niederfriedhof befindet sich im Süden Döbelns an der Straße Am Viadukt 7 und hat eine Größe von rund 4,4 Hektar. Im Westen verläuft die Hainichener Straße, die im Bereich des früheren Parkfriedhofs direkt am Friedhofsareal entlangführt; im Süden schließen sich Gartenparzellen sowie dahinter der Urnenfriedhof mit Krematorium an. Urnenfriedhof und Niederfriedhof sind die einzigen noch genutzten Friedhöfe der Stadt Döbeln.
Der Friedhof hat mehrere Zugänge: Der Hauptzugang zum Friedhof erfolgte bis 1880 über einen „breiten Bogen für Fuhrwerk und eine[n] schmalen für Fussgänger“; das „malerisch wirkungsvolle Thor“ mit „reich geöffneter Gewändearchitektur und drei nach oben sehr stark verjüngten toscanischen Pilastern“ wurde 1880 abgebrochen. In der Gegenwart erfolgt der Zugang durch das Bahnviadukt hindurch. Weitere Zugänge liegen an der Ost- und Südseite des Areals, darunter auch die größere hintere Einfahrt am Hirtenberg, unweit der Hainichener Straße.
Die Anlage des Friedhofs im Bereich des Hirtenbergs führt zu einer Hanglage des Friedhofs, der stellenweise bis zu 11 Prozent Gefälle besitzt. Die Hanglage wird teilweise durch Treppen aufgefangen.

## Geschichte

### Anlage des Friedhofs

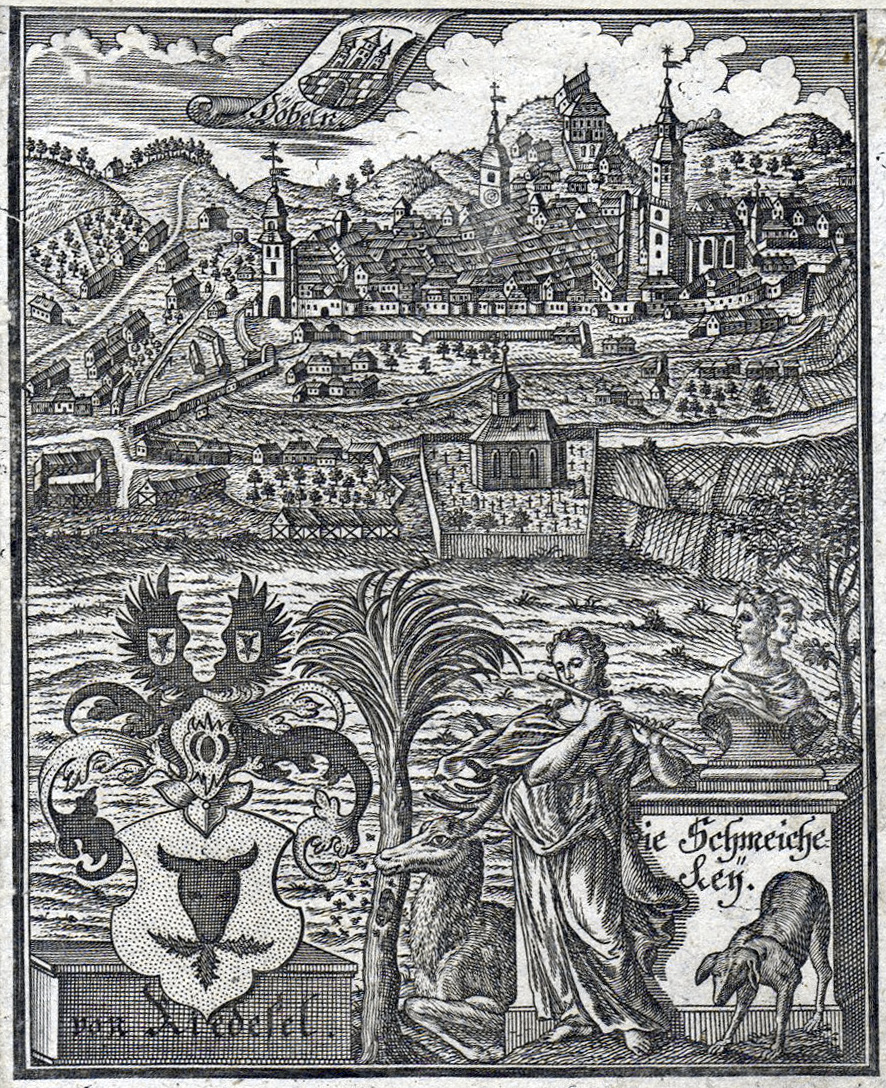
Döbeln um 1780 mit Niederfriedhof (Mitte) und alter Friedhofskirche

Die Pestepidemie sorgte in Döbeln im 15. Jahrhundert für zahlreiche Todesfälle. Bereits Mitte der 1470er-Jahre hatte man daher außerhalb der Stadtmauern vor dem Obertor den sogenannten Neuen Nicolaikirchhof angelegt. Er befand sich unweit des Wappenhenschstifts und ergänzte den ebenfalls für Bestattungen genutzten Alten Nicolaikirchhof um die St. Nicolaikirche. Während der Jahre 1584 und 1585 starben infolge der Pest erneut überdurchschnittlich viele Bewohner der Gegend, was dazu führte, dass beide Nicolaikirchhöfe überfüllt waren und man „nur zum theil grosse Löcher machte, und etliche Todten zugleich einsenckte, doch die Stellen nicht zulänglich seyn wollten“.
Für die Anlage eines neuen Friedhofs erwarb man von Christoph Vogel im Juli 1585 für 250 Gulden Land vor dem sogenannten Hirtenberg. Der neue Friedhof wurde am 22. Juli 1585 durch Pfarrer Grützner geweiht und erhielt zunächst den Namen Maria-Magdalena-Friedhof. Bereits am Einweihungstag fanden sieben Bestattungen statt. Von 1586 bis 1590 erfolgte der Bau der Friedhofsmauer durch Georg Mörbitz und Baltus Wildfeuer. Durch Spenden von Privatpersonen und die Arbeit von Fuhrleuten, Bauern und Tagelöhnern konnte 1602 ein Pflasterweg von der damaligen Niederbrücke zum Friedhof angelegt werden.

### Kirchen- und Kapellenbau
Der Friedhof besaß zunächst keine Kapelle, sodass Leichenpredigten auf einer Steinkanzel im Freien gehalten werden mussten. Der Grundstein für die Kapelle in der Mitte des Friedhofs wurde im Juni 1619 gelegt, doch kamen die Bauarbeiten durch den Dreißigjährigen Krieg zum Erliegen, wobei zu der Zeit die Außenwände der Kapelle standen. Erst 1662 wurden die Arbeiten wieder aufgenommen. Der Rohbau war 1664 fertiggestellt, die Einweihung der Kirche, die den Namen Heilig-Geist-Kirche erhielt, erfolgte am 16. November 1670. Die erste Leichenpredigt in der Kirche wurde am 2. Februar 1671 gehalten. Beisetzungen fanden auf dem Friedhof und in der Kirche statt, wobei die Kirche bereits 1621 als Begräbnisstätte genutzt worden war. Während des Siebenjährigen Krieges wurde in der Kirche des Niederfriedhofs 1756 und 1757 der sonn- und festtägliche Gottesdienst für preußische Regimenter abgehalten, bis sie zu klein wurde und der Gottesdienst in die Stadtkirche verlegt werden musste.
Traditionell wurden noch im 19. Jahrhundert auf dem Niederfriedhof die Bewohner der Niederstadt beigesetzt, während die Bewohner der Oberstadt auf dem Oberfriedhof ihre letzte Ruhe fanden. Das Territorium reichte dabei im Osten bis zu der „westlichen Häuserreihe der Kreuz- und Stadthausgasse“ und im Westen bis zu dem „Barthel’schen Fabrikgrundstücken sammt Zubehör, und der Staupitzmühle“; hinzu kamen die eingepfarrten Rittergüter und Dörfer, „welche auf dem linken Muldenufer gelegen sind“. Von der Regel ausgenommen waren Erbbegräbnisse. Erst Anfang 1854 erhielt der Niederfriedhof eine Begräbnisordnung, um der „große[n] Unregelmäßigkeit in Anlegung der Gräber und Erbbegräbnisse“ entgegenzuwirken.
Im Jahr 1852 wurde der Friedhof nach Süden hin erweitert, indem man angrenzende Gartengrundstücke aufkaufte. Das neue Areal erhielt eine Friedhofsmauer; die Weihe des neuen Bodens erfolgte am 20. November 1853. Die alte Friedhofskirche war bereits 1850 wegen Baufälligkeit geschlossen worden. Im Jahr 1856 wurde sie abgerissen. Der Neubau erfolgte auf dem neuen Friedhofsteil, rund 100 Meter südlich des bisherigen Kapellenstandorts. Die Grundsteinlegung fand am 26. März 1957 statt. Teile wie das spätgotische Maßwerk der Fenster, aber auch Teile der Inneneinrichtung, wurden von der alten Kapelle übernommen. Die Kirchweihe wurde am 23. November 1857 festliche begangen. Im Jahr 1864 erhielt der Friedhof abermals gen Süden eine Erweiterung mit Weihe im Jahr 1865. Im Jahr 1859 und 1868 wurde die Friedhofsmauer erneuert; der Verschönerungsverein der Stadt stiftete 1866 Bänke „mit kleinen Blumenanlagen in der Nähe“ auf dem Nieder- und Oberfriedhof.

### Erweiterung zum Parkfriedhof

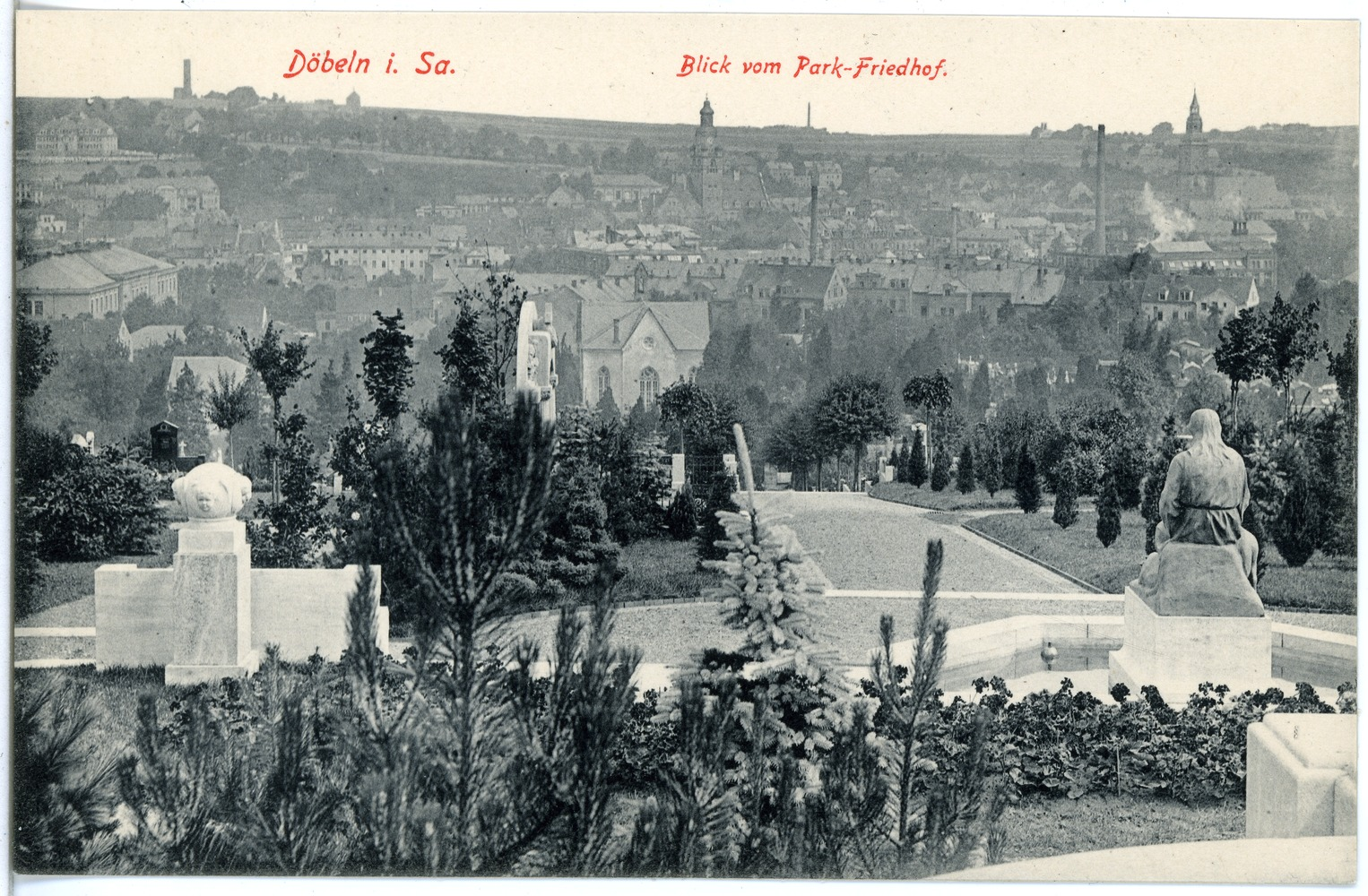
Blick vom neuen Parkfriedhof auf den Niederfriedhof, Kapelle noch mit Türmchen, Postkarte aus dem Jahr 1915

Im Jahr 1910 verstarb Kaufmann Carl Schlegel in Dresden und wurde auf dem Niederfriedhof beigesetzt. Schlegel, der im Mai 1910 der Stadt bereits den Marktbrunnen („Schlegelbrunnen“) gestiftet hatte, hinterließ der Stadt Döbeln im August 1910 testamentarisch rund 500.000 Reichsmark, wovon 25.000 Mark für die Errichtung seines eigenen Grabdenkmals (1915, mit Grabfigur von Johannes Hartmann) und die gleiche Summe für die Erweiterung des Niederfriedhofs und die Pflege der Kirche St. Nicolai gedacht waren. Der Industrielle Robert Tümmler hatte zur gleichen Zeit 30.000 Goldmark für den Kauf eines an den Niederfriedhof grenzenden Areals gestiftet, das auf sein Betreiben hin in Form eines Parkfriedhofs mit Erholungscharakter gestaltet wurde. Zur Inspiration war Tümmler mit Stadtbaudirektor Richter nach Hamburg-Ohlsdorf gereist, um den dortigen Parkfriedhof zu besichtigen. Der sogenannte „Parkfriedhof“ wurde ab 1910 an den Niederfriedhof südlich angrenzend angelegt und war zunächst vom Niederfriedhof getrennt. Neben dem eigenen monumentalen Grabdenkmal, das 1910 entstand und in dem zunächst Tümmlers 1905 verstorbene Gattin ihre letzte Ruhe fand, initiierte Tümmler auch den Bau einer Brunnenanlage, die rund 8000 Mark kostete. Die Brunnenfigur Jesus. Der gute Hirte stammt von Johannes Hartmann und wurde von der Kunstgießerei Adalbert Milde & Co. Dresden gegossen. Sie war im Juni 1915 fertiggestellt; die Brunnenanlage mit Bänken wurde von Stadtbaumeister Richter geschaffen und am 24. Juni 1915 geweiht. Erst später wurde der Parkfriedhof mit dem Niederfriedhof verbunden.
Die Friedhofskapelle wurde im Inneren 1939 grundlegend saniert. Während des Zweiten Weltkriegs blieb der Friedhof unbeschädigt, doch verfielen zu DDR-Zeiten vor allem die Gehwege. Chronist Hans Friedrich Seidel bemerkte 1993, dass der Friedhof „in unseren Tagen [zwar] einen gepflegten Eindruck [bietet, …] jedoch noch immer die Nachwirkungen der sozialistischen Diktatur zu bemerken [sind]“. Seit der Wende folgten daher umfassende Renovierungsarbeiten auf dem Friedhofsgelände, so wurden der Verwaltungsbau 2004 und 2009 grundsaniert sowie Einzelgrabstätten (u. a. Grabmal Tümmler) und die Gefallenengedenkstätten restauriert. Die Hauptwege des Friedhofs vor und hinter der Kapelle wurden ab 2006 saniert sowie ab 2010 Teile auch ausgebaut. Die Sanierung des letzten Hauptwegabschnitts erfolgte 2013, 2019 erfolgten Wegerneuerungen um die Kapelle.
In der Gegenwart besitzt der Niederfriedhof rund 3500 Grabanlagen, wobei die Zahl rückläufig ist. Jährlich finden rund 20 Erdbestattungen und 130 bis 140 Urnenbeisetzungen statt. Neben Einzel- und Doppelgrabanlagen gibt es seit 2002 Gemeinschaftsgrabanlagen für bis zu zehn Beisetzungen, seit 2011 die Möglichkeit, ein Urnengrab mit bis zu vier Grablagern zu erwerben, sowie seit 2015 die Möglichkeit der naturnahen Baumbestattung auf dem Areal des früheren Parkfriedhofs; dieser wird ansonsten nur wenig für Beisetzungen genutzt.

## Bauten

### Friedhofskapelle

#### Erste Niedergottesacker-Kirche

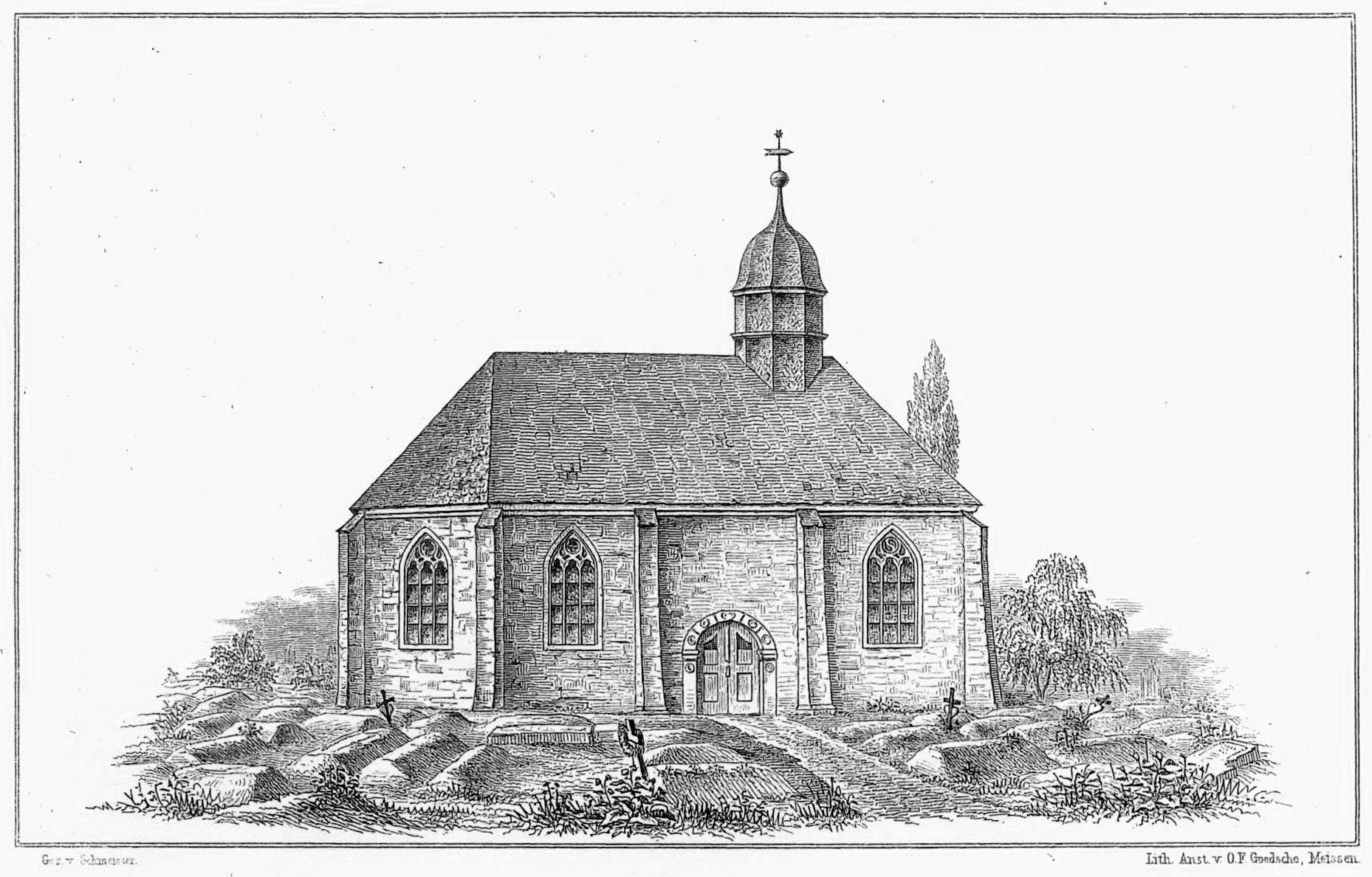
Die alte Niedergottesacker-Kirche kurz vor ihrem Abriss 1856

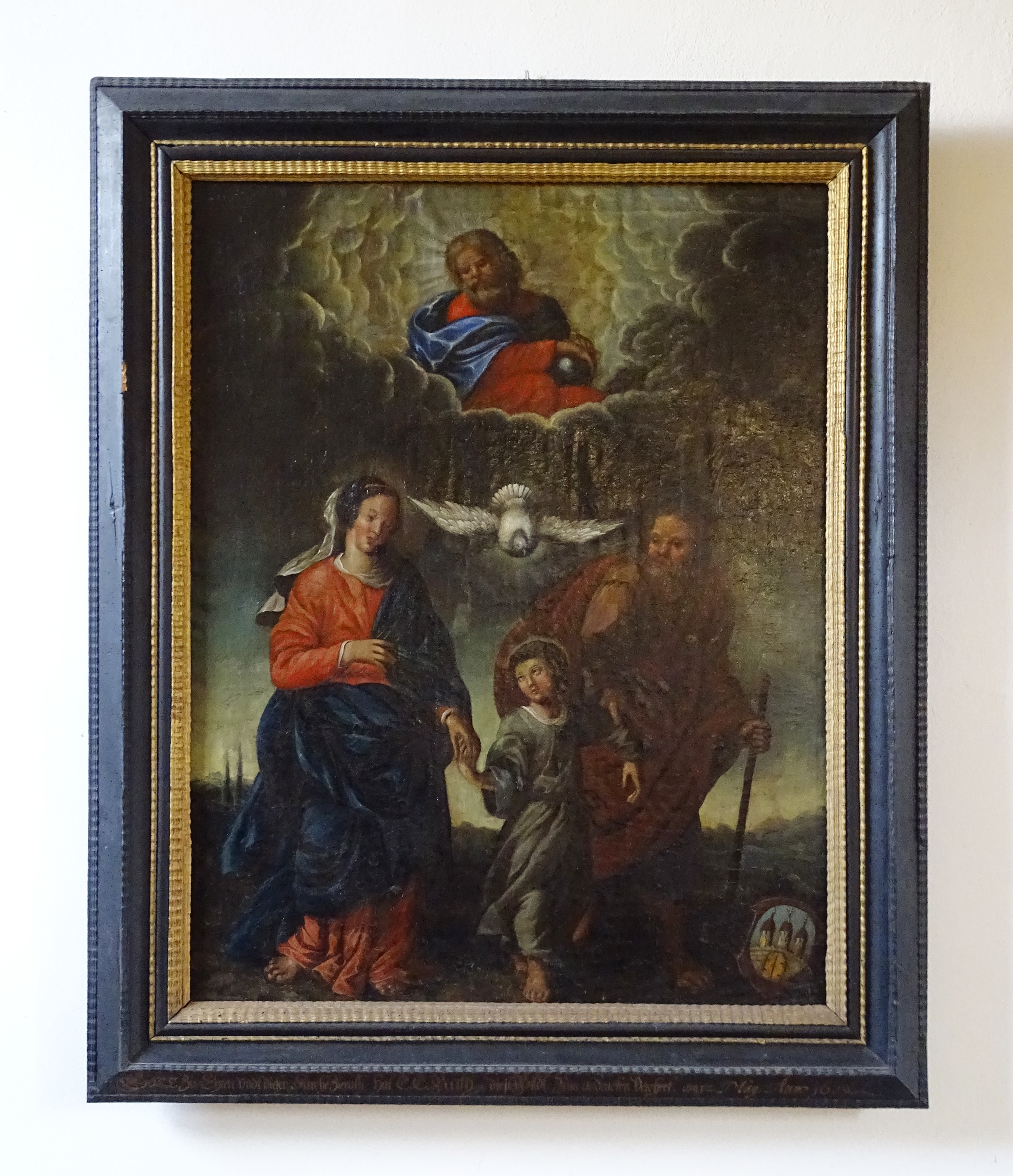
Rückkehr der Heiligen Familie von Jerusalem nach Nazareth, ab 1679 in der Kirche und späteren Kapelle aufgehängt, in der Gegenwart Kirche St. Nicolai

Seit der Friedhofsweihe waren Trauerfeiern an einer Steinkanzel im Freien abgehalten worden, was vor allem bei schlechter Witterung und in den Wintermonaten zu Problemen führte. Urban Rentzsch hinterließ dem Friedhof 1613 testamentarisch 200 Gulden für den Bau einer Friedhofskapelle. Der Rat der Stadt beschloss schließlich den Bau eines Gotteshauses auf dem Friedhof: Der Grundstein für die Kapelle wurde im Juni 1619 gelegt. Als Bauherren fungierten Georg Mörbitz und Adam Breiting, Baumeister war Maurermeister Melchior Günther aus Döbeln. Der Innenraum war 50 Ellen lang und 26 Ellen breit, die Grundform war in Form eines Prismas „mit zwei abgebrochenen Ecken“ angelegt. Die Arbeiten kamen durch den Dreißigjährigen Krieg zum Erliegen, wobei zu der Zeit die Außenwände der Kapelle standen, und wurden erst 1662 auf Betreiben des Rates der Stadt wieder aufgenommen. Bauinspektor war August Zimmermann, wobei als Baumeister Georg Mörbitz junior eingesetzt wurde. Die Finanzierung erfolgte aus Nachlässen, darunter Geldern des verstorbenen Bürgermeisters Elias Gaschitz. Die kurfürstliche Regierung bewilligte die Abgabe von 200 Stämmen Holz für den Kirchenbau, wobei die Hälfte ohne Bezahlung überlassen wurde. Bereits 1664 war das Außengebäude fertiggestellt, wobei die Außenwände und Strebepfeiler aus Bruchstein in Lehm gemauert wurden. Die Außenmauern hatten zudem einen Ziegeldachsims. Auf dem Ziegeldach befand sich ein Dachreiter mit Knopf und Fahne. Der Zugang zur Kirche war über die Nord und Westseite möglich.
Der Innenausbau folgte, so entstand ab 1668 ein Altartisch aus Stein. Die Kanzel, die sich „in fünf Seiten des Sechsecks auf[baut]“, wurde 1669 durch Hans Dittmann gefertigt; Schnitzarbeiten für Kanzel und Altar schuf der lokale Drechsler Christian Klei(n)mert im Jahr 1669. Cornelius Gurlitt befand, dass „Form und Vertheilung des in Holz geschnitzten Ornaments [der Kanzel] sehr willkürlich [sind] und […] mit der Architektur nicht zusammen[gehen].“ Die Kanzel wurde 1689 schwarz gemalt und mit Golddetails versehen, Cornelius Gurlitt schrieb 1903, dass sie „mit neuer Malerei versehen [ist]“. Christoph Näumann schuf die Malereien am Altar, wobei die Haupttafel die Grablegung Jesu zeigte. Der Schmuck der sieben Fenster wurde über Einzelstiftungen von Privatpersonen bezahlt. Die Einweihung der Kirche, die den Namen Heilig-Geist-Kirche erhielt und die noch im 18. Jahrhundert neben der St. Nicolaikirche die einzige Kirche der Stadt war, erfolgte am 16. November 1670 durch Pastor Johann Schütz(e).
Bis 1685 erfolgte der Bau der Holzdecke durch Hans Dittmann. Sie war mithilfe von Profilleisten in Hauptfelder unterteilt, an die sich weitere schmalere Felder anschlossen. Die Deckenbemalung, wahrscheinlich in Tempera auf Holz, schuf Christian Weisse, wobei in den Hauptfeldern biblische Szenen und in den schmaleren Feldern Blumenwerk entstanden.
Die Gesamtkosten des Baus betrugen zwischen 1662 und 1685 2177 Gulden, die überwiegend von Privatpersonen und Handwerkerinnungen stammten. Zudem war für den Bau der Kirche für mehrere Jahre das Läutegeld der Stadtkirche dem Friedhof überlassen worden; auch die Biersteuer aus dem Verkauf von zwei Biersorten floss auf Anweisung von Kurfürst Johann Georg II. in den Bau der Kirche. Weil sich die umliegenden Dörfer finanziell nicht am Bau der Kirche beteiligt hatten, wurde ihnen durch die Bürgerschaft zunächst das kostenfreie Nutzungsrecht untersagt. Erst durch den Nachlass in Höhe von 25 Gulden, den eine Bewohnerin von Ebersbach dem Friedhof zueignete, erhielten die umliegenden Dörfer das abgabefreie Nutzungsrecht der Kirche zugesprochen.
Beisetzungen fanden auf dem Friedhof und in der Kirche statt, wobei die Kirche bereits 1621 als Begräbnisstätte genutzt wurde. Im Jahr 1727 hatten sich in der alten Kirche nur zwei Epitaphien erhalten, darunter das des Bürgermeisters Georg Mörbitz junior, der an der Seite seines Vaters beigesetzt wurde.  Im Jahr 1840 fanden sich im Kapelleninnenraum „auffallende Monumente, Gemälde, Inschriften“, darunter Begräbnisschmuck wie Kränze, aber auch Gemälde von Bürgermeister Schloßhauer, Diakon Georg Mörbitz und Bürgermeister Mörbitz am Altarplatz sowie ein Gemälde der Rückkehr der Heiligen Familie von Jerusalem nach Nazareth aus dem Jahr 1679, das über der Sakristei hing. Im Jahr 1673 war zudem der Chor in Wasserfarben bemalt worden; die Zeichnungen zeigten eine Galerie, in der zwischen Säulen in Medaillons Genien angebracht waren, die unter anderem einen Kelch, Schlüssel, eine Urne und ein Kreuz in den Händen hielten. Ab 1689 stand neben dem Altar links der Betstuhl der Ratsherrn, der mit Stadtwappen und verschiedenen Schnitzereien (Weintraube, Ähre, Lilie) verziert war.
Im Jahr 1850 wurde die Kirche geschlossen, weil sie baufällig geworden war. Der verhältnismäßig frühe Verfall der Kirche ist auch auf die Anfangsjahre zurückzuführen, da in den ersten 40 Jahren „durch Sturm und Wetter das unvollendete Mauerwerk […] ruiniert wurde.“ Gutachten ergaben, dass die Renovierungskosten genauso kostspielig wie ein Neubau werden würde. Im Jahr 1856 wurde die Kirche abgetragen.

#### Neubau als Kapelle 1857

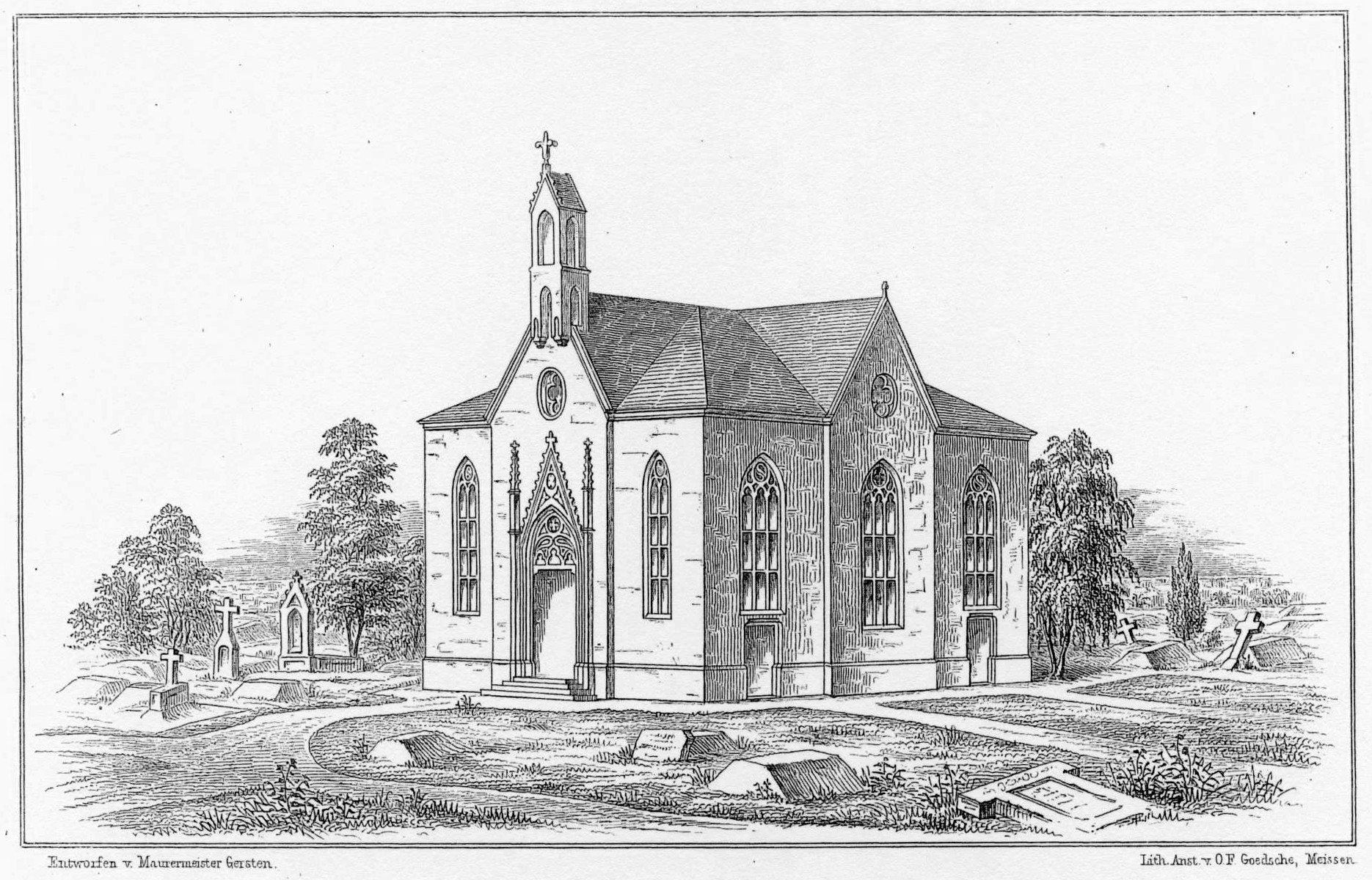
Die neue Friedhofskapelle; realisierter Entwurf aus dem Jahr 1856

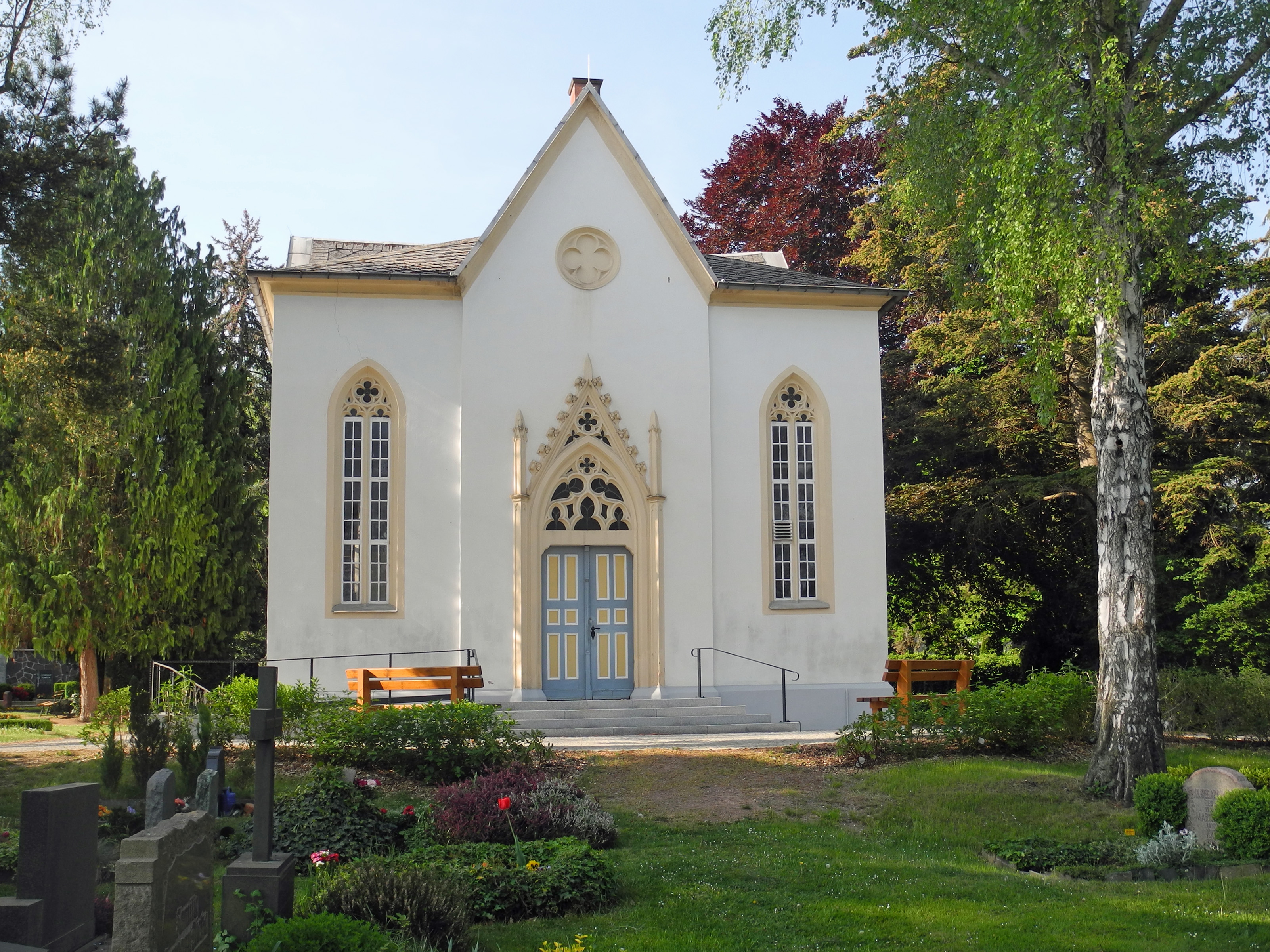
Friedhofskapelle 2022, Nordseite

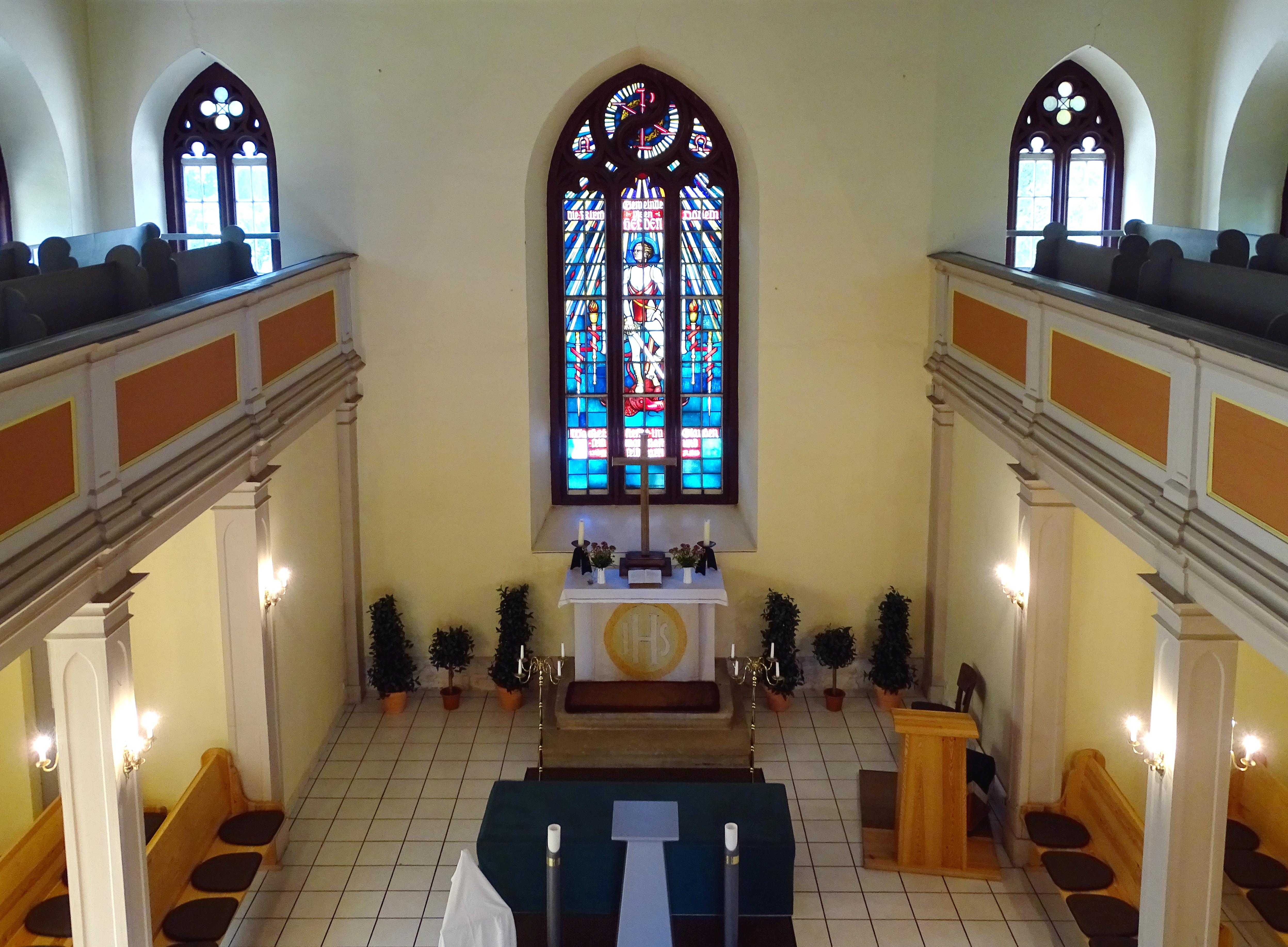
Innenraum der Kapelle mit zentralem Buntglasfenster von Max Helas

In der Leipziger Zeitung wurde am 1. September 1856 eine Bekanntmachung veröffentlicht, mit der ein Unternehmen für den Bau einer neuen Kapelle auf dem Niederfriedhof gesucht wurde. Der Entwurf des Gebäudes lag zu der Zeit schon vor. Rund 100 Meter südlich des ursprünglichen Standorts entstand schließlich eine neue Kapelle, deren Grundstein am 26. März 1857 gelegt wurde und deren Einweihung bereits am 23. November 1857 erfolgte. Hingst beschreibt die Weihefeier in seiner Chronik:

„Montags, den 23. Novbr., Nachmittags 2 Uhr, feierliche Einweihung der neuerbauten Kapelle auf dem Niedergottesacker. Der Zug dahin ging von der Stadtkirche aus, unter Glockengeläute, vor sich. Beim Eintritte in den Friedhof Gesang, mit Posaunenbegleitung. An der Kapelle: Act der Uebergabe der Schlüssel und des Aufschließens. Die geistlichen Handlungen in der Kirche. Weiheact, vollzogen vom Pfarrer Zimmermann. Gemeinsamer Zurückgang der zahlreich Betheiligten unter Vortritt der Schule bis zum Markte.“

Das Gebäude entstand im neugotischen Stil und kostete 2635 Taler. Die Materialien stammten überwiegend vom Vorgängerbau. Der Kapellenentwurf von Maurermeister Gersten wurde von Architekt Karl Julius Hofmann mehrfach verändert.
Das Gebäude hat eine rechteckige Grundfläche von 25 mal 20 Ellen und eine Höhe von 14 Ellen und ist damit deutlich kleiner als der Vorgängerbau. Das Hauptportal geht gen Norden und wurde vollkommen neu ausgeführt, während für die Umrahmungen der weiteren Fenster zum großen Teil das spätgotische Maßwerk des Vorgängerbaus Verwendung fand. Das Originalmaßwerk auf Ost-, Süd- und Westseite besteht aus Porphyr (v. a. im Inneren erkennbar), neue Ergänzungen sind in Sandstein ausgeführt. Zum Hauptportal im Norden führte ursprünglich eine Freitreppe aus Pirnaischem Sandstein. Das Dach der Kapelle ist mit englischem Schiefer gedeckt. Das Kapellentürmchen aus weißem Sandstein, das noch auf Postkarten um 1915 zu sehen ist, hat sich in der Gegenwart nicht erhalten.
Das Kapelleninnere besteht aus einem kleinen Vorraum, von dem rechts ein kleinerer Raum abgeht (vermutlich Leichenhalle, in der Gegenwart Lagerraum); über eine Holztreppe auf der linken Seite gelangt man auf die Empore. Das Kirchenschiff hatte zur Weihe 19 Sitzreihen, in der Gegenwart fassen das Kapellenschiff und die Emporen je 80 Personen. Der Altartisch und die Kanzel wurden im Neubau an der dem Eingang gegenüberliegenden Südseite aufgestellt. Die Kanzel stammte aus dem Vorgängerbau und erhielt eine neue Bekrönung und eine Säule; der Zugang zur Kanzel erfolgte über eine neue Zugangstür. Hinter der Kanzel befand sich ursprünglich ebenfalls eine Empore.
Der Altarraum war ursprünglich mit weißen Sandsteinplatten und roten Tonplatten ausgelegt; erst nach der Wende wurde der Altarraum neu mit weißen Fliesen versehen. Eines der sieben Glasfenster aus der alten Kirche aus dem Jahr 1669 – bestehend aus den drei Teilen Gedächtnistafel Martin Andrä, der auferstandene Christus mit Siegesfahne sowie lauf Cornelius Gurlitt Apostel Andreas, ein Kreuz haltend – wurde in den Neubau übernommen und die drei Scheiben in Fenster der Ostseite der Kapelle eingesetzt. Alle drei Zeichnungen wurden beim Neubau der Kapelle aufgefrischt, wobei die Ausführung laut Gurlitt „nicht auf hoher Stufe“ stand. Die Fenster sind nicht erhalten.

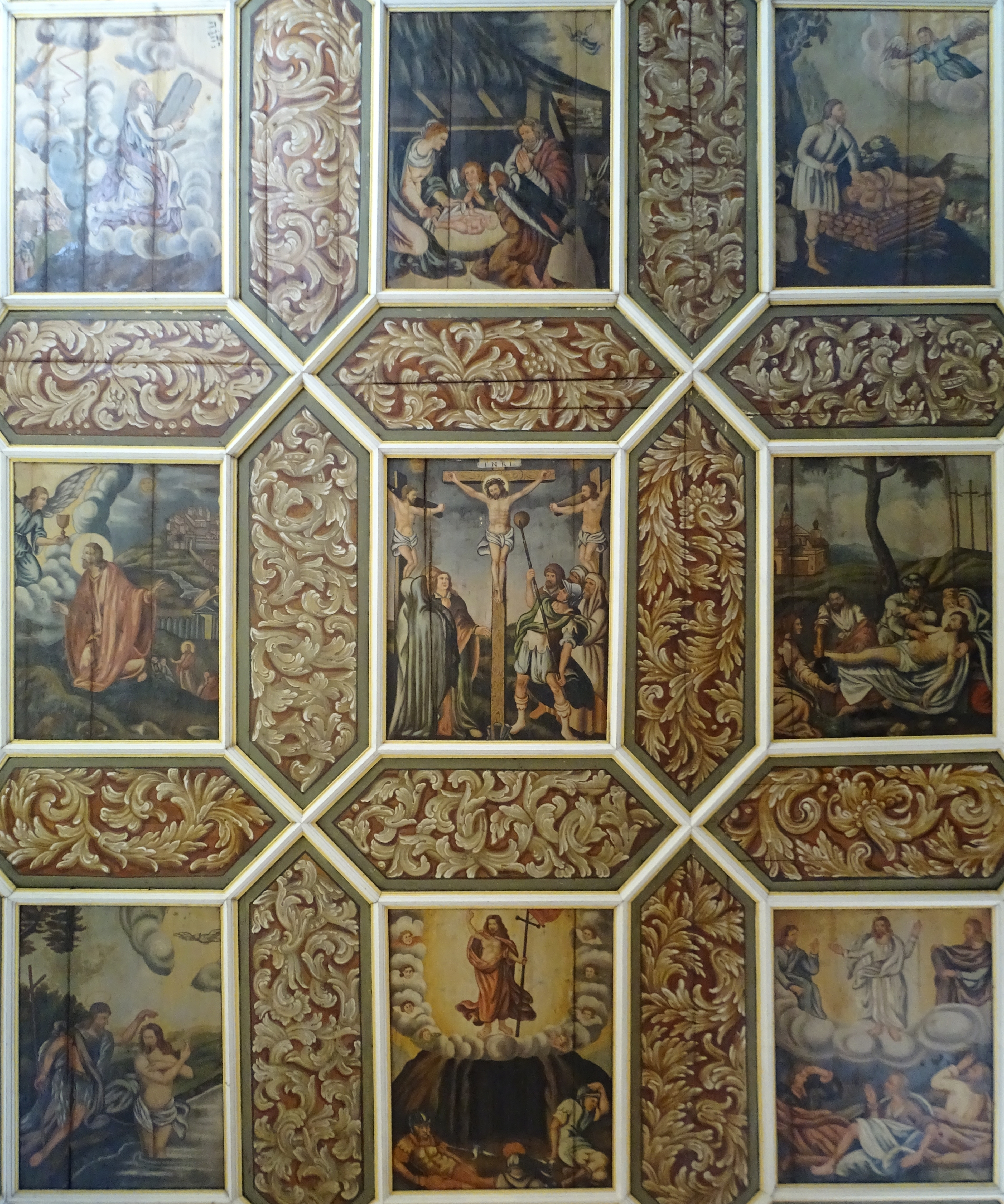
Felderdecke der Friedhofskapelle

Ebenfalls aus der alten Kirche wurden neun der insgesamt 33 Deckengemälde mit biblischen Szenen, gemalt von Christian Weisse, übernommen. Sie sind auch in der Gegenwart erhalten, waren jedoch schon um 1903 mehrfach übermalt worden. Sie zeigen:
- mittig: die Kreuzigung Christi; ein Kriegsknecht reicht ihm den Schwamm mit Essig (Nr. 30)
- rechts davon: die Grablegung Christi (Nr. 31)
- links davon: Ein Engel stärkt den Herrn im Garten Gethsemane (Nr. 27)
- darüber: Die Geburt des Heilandes (Nr. 20)
- darunter: Die Auferstehung Christi (Nr. 32)
- in den Ecken oben: Die Opferung Isaaks (Nr. 6); Die Gesetzgebung auf Sinai (Nr. 10)
- in den Ecken unten: Die Taufe Christi (Nr. 22); Die Himmelfahrt (Nr. 33)

Es ist wahrscheinlich, dass die übrigen Deckengemälde verkauft wurden, so stand im Juli 1857 im Dresdner Anzeiger, dass am „9. Juli […] auf dem Niedergottesacker zu Döbeln alte Deckengemälde (Oelgemälde auf Bret, aus der Geschichte des alten und neuen Testament-), sowie einiges Schnitzwerk meistbietend verkauft [werden].“

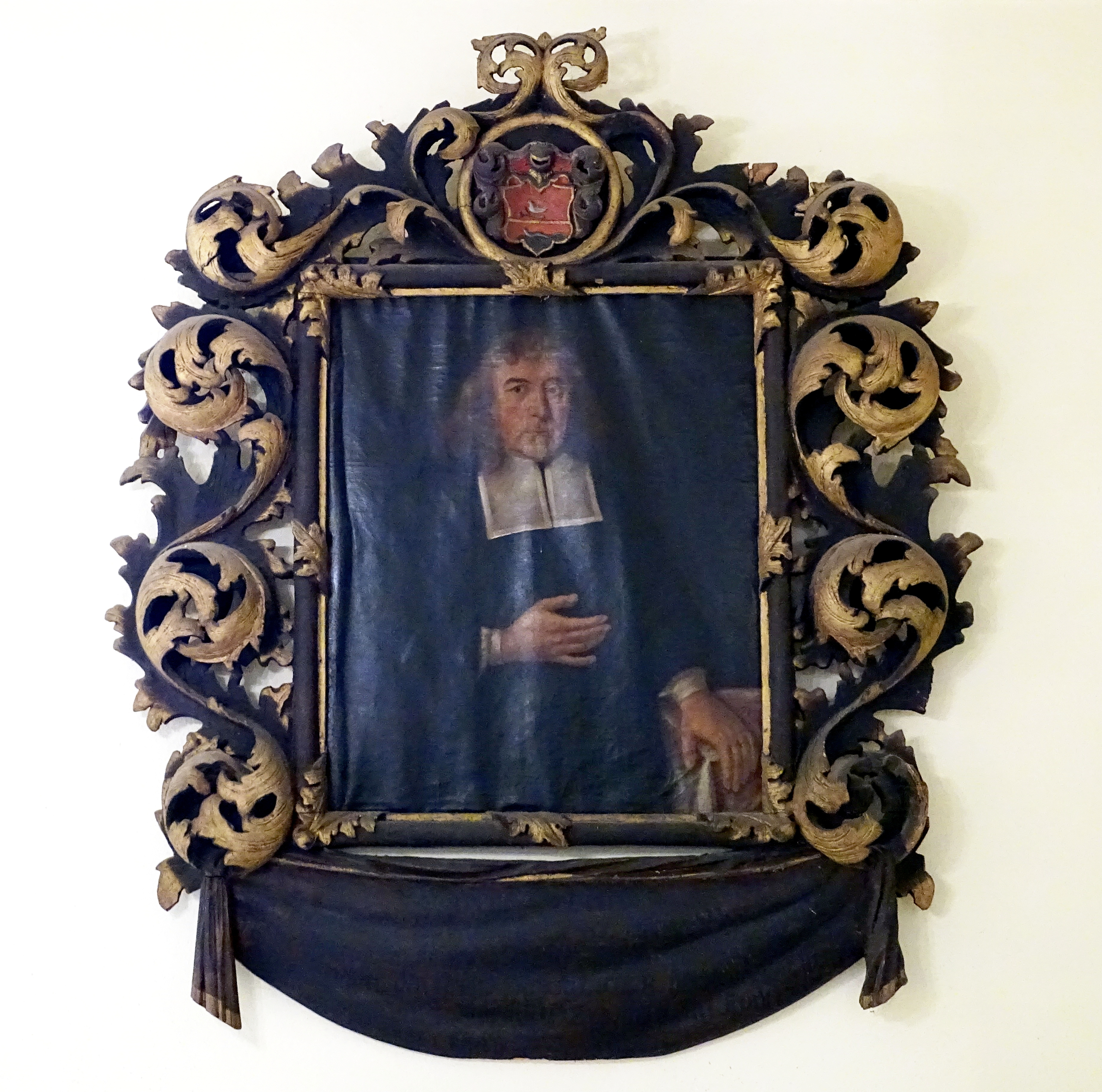
Porträt von Georg Mörbitz junior aus dem frühen 18. Jahrhundert

Es fanden ursprünglich zwei Gemälde der alten Kirche – Porträt von Bürgermeister Georg Mörbitz junior (frühes 18. Jahrhundert) sowie die Rückkehr des Jesuskinds im Geleit seiner Eltern (1679) – im Neubau Platz. Das Mörbitz-Porträt befindet sich bis heute in der Kapelle. Das Gemälde der Heimkehr der Heiligen Familie war bereits 1993 in der Brauthalle der St. Nicolaikirche in Döbeln aufgehängt und ist heute im linken Kirchenschiff der St. Nicolaikirche zu finden (Stand 2022).
Eine erste grundlegende Sanierung des Innenraums fand 1939 unter der Leitung des Dresdner Architekten Adolf Fischer-Gurig (* 1892) statt. Sie begann im Juli 1939 und war auf zwei Monate angesetzt, zog sich jedoch bis Jahresende hin. Die Kassettendecke, in der sich Risse gebildet hatten, wurde renoviert. Statt Bänke erhielt die Kapelle Stühle und der Boden wurde erneuert. Der Innenraum erhielt eine „Ausmalung in zurückhaltender Weise“. Die größte Veränderung fand im Altarbereich statt. Die historische Kanzel wurde entfernt, da sie „für die Zwecke einer Begräbniskirche nicht erforderlich…“ sei. Zudem entfernte man die an der Südseite befindliche Empore. Dies hatte zur Folge, dass das Kirchenfenster der Südseite frei stand, auch wenn der Altar bis vor das Fenster gerückt wurde. War zunächst eine Abblendung des Fensters durch einfache Einfärbung angedacht, entschied man sich schließlich für das Einsetzen von Glasfenstern. Die Arbeit, die unter anderem den Gefallenen des Ersten Weltkriegs gedenkt, stammte von Max Helas. Während der Renovierung fanden Trauerfeiern im Freien statt oder wurden auf den Oberfriedhof verlegt.
Die Kirche wurde äußerlich 1985 bis 1989 renoviert und weiß gestrichen. Bis November 2005 erhielt sie beheizbare Bänke; Boden und Wände wurden aufgearbeitet. Im Jahr 2019 wurde die Haupttreppe zur Kirche erneuert und erhielt eine Rampe, sodass die Kapelle barrierefrei erreichbar ist.

### Weitere Bauten

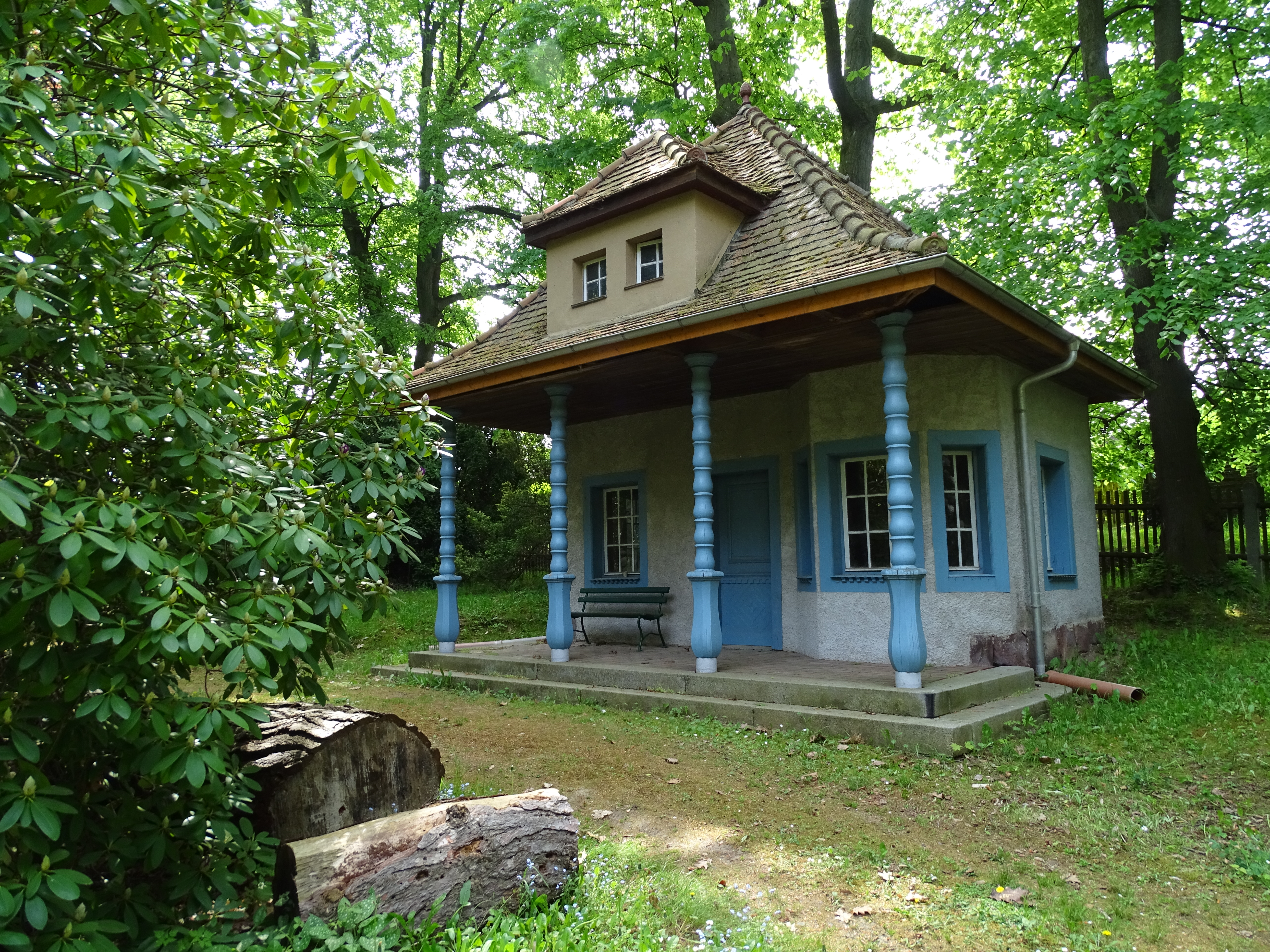
Kutscherhaus, erbaut um 1920

Vor dem Bau der Friedhofskapelle befand sich auf dem Friedhof unweit einer großen Linde eine „Bahren- und Leich-Halle“.
In der Gegenwart erreicht man beim Betreten des Friedhofs zunächst auf der rechten Seite das Verwaltungsgebäude des Niederfriedhofs. Es entstand um 1900. Das Gebäude wird seit 2002 wieder als Friedhofsverwaltung der evangelisch-lutherischen Kirchgemeinde genutzt. Im Jahr 2004 wurden Heizungsanlage und Sanitärbereiche saniert und die Fenster im Erdgeschoss erhielten neue Gittern als Einbruchsschutz. Im Jahr 2009 folgte die Sanierung des Außengebäudes: Das Dach wurde neu mit Naturschiefer gedeckt, es erfolgte die Ausbesserung der Fenster sowie die Fassadengestaltung. Heute dient das Erdgeschoss der Verwaltung des Niederfriedhofs, während sich in der ersten Etage die Sozial- und Sanitärräume der Beschäftigten des Friedhofs befinden.
Unweit der Kapelle, ebenfalls auf der rechten Seite, befindet sich die frühere Leichenhalle, die inzwischen als Lagerraum genutzt wird.
Am südöstlichen Teil des Friedhofs, auf dem Areal des früheren Parkfriedhofs, steht ein um 1920 erbautes Holzhaus mit gedrechselten Säulen. Es wird gelegentlich falsch auch als Tümmlersches Gartenhaus bezeichnet. Nach Anlage des Parkfriedhofs wurde im Jahr 1918 eine Wendeschleife für Fuhrwerke angelegt, die noch heute existiert. In dem Zusammenhang wurde auch der Bau eines Unterstands für die Kutscher beschlossen. Der Bau des sogenannten Kutscherhauses begann um 1919/1920. Mit der zunehmenden Dominanz der Automobile verlor der Unterstand seine Funktion. In der Gegenwart wird das Kutscherhaus als Geräteschuppen genutzt. Das Gebäude wurde ab 2012 saniert.

## Grabstätten

### Geschützte Einzelgrabstätten
| Bild | Nr. | Jahr     | Bezeichnung                                            | Beschreibung |
| ---- | --- | -------- | ------------------------------------------------------ | --- |
|      | 1   | 1762     | steinerner Podest mit Inschrift                        | Inschrift nicht mehr leserlich, über das Podest ist eine steinerne „Papierrolle“ gelegt; Standort: gegenüber der Friedhofsverwaltung |
|      | 2   | 1898     | Erbbegräbnis Familie Sturm/Hesse                       | roter Sandstein und polierter Granit, neogotische Architektur, Nische mit Jesus-Statue |
|      | 3   |          | Gedenkstätte für die Gefallenen des Ersten Weltkrieges | zahlreiche hölzerne Kreuze sind auf zwei Wiesenstücken zu einem beeindruckenden Ensemble arrangiert (Kreuze sind neu) |
|      | 4   | ca. 1924 | Grabstätte Gleisberg                                   | Grabstätte für zwei Gefallene des Ersten Weltkrieges, Grabskulptur von Otto Rost (WV 026): auf dem Gedenkstein liegen zwei Soldaten, über den verwundeten Leutnant Felix Gleisberg mit Stahlhelm beugt sich der Soldat Polster, beide wurden von tödlichen Schüssen getroffen, beide Soldaten wurden in diesem Grab beigesetzt |
|      | 5   |          | Grabstätte Richter                                     | steinerne Architektur mit halbplastischen Figuren, kannelierte Säulen rahmen Kupferplatte (mit Relief): Jesus und Maria sind dargestellt |
|      | 6   | 1941     | Brunnenplastik                                         | Erzguss Jesus. Der gute Hirte, Künstler: Johannes Hartmann aus Leipzig, Jesusdarstellung, Steinbänke |
|      | 7   |          | Erbbegräbnis Familie Greiner                           | monumentales Grab, wuchtiges steinernes Kreuz |
|      | 8   |          | Urnenbegräbnis                                         | kannelierte Pfeiler mit bauchigem Gefäß |
|      | 9   |          | Urnenbegräbnis                                         | aus Sandstein, Postament mit bauchiger Urne, Schrift verwittert |
|      | 10  | 1905     | Erbbegräbnis Familie Tümmler                           | repräsentative Grabstätte, Wand mit eingestellten Urnen, weibliche Plastiken, Steinbänke, liegt direkt in der Hauptachse der Friedhofsanlage, Figuren von Johannes Hartmann; 2009 restauriert |
|      | 11  | 1925     | Grabmal Karl Otto Richter                              | Richter war Stadtbaurat von Döbeln |
|      | 12  |          | barocke Grabstele                                      | aus Sandstein, mit Kartuschen, Schrift verwittert |
|      | 13  |          | Grabmal                                                | Grabmal für im Ersten Weltkrieg umgekommene Familie |
|      | 14  | um 1920  | Erbbegräbnis Familie Seidel                            | Künstler „WA“, sitzende Frauenfigur |
|      | 15  | um 1936  | Erbbegräbnis Familie Knobloch                          | großes Steinkreuz mit Dornenkrone |
|      | 16  | 1939     | Erbbegräbnis Familie Walter Seidel                     | Entwurf und Ausführung Otto Rost (WV 238, Grabmal Seidel (Totentanz)), urnenförmiger Grabstein mit Totentanzdarstellung: der symbolisch dargestellte Tod als Knochenmann hält in der linken Hand eine Geige, in der rechten einen Geigenbogen                                                                                  |
|      | 17  | 1910     | Grabstätte Carl Schlegel                               | Anklänge an Jugendstil |
|      | 18  | um 1890  | Erbbegräbnis Familie Schwerdtfeger                     | an Tempelarchitektur erinnernde Säulenarchitektur |
|      | 19  |          | Erbbegräbnis Familie Schmidt                           | Künstler unbekannt, Jugendstilmotive, Plastik einer jüngeren Frau, Plastik eines kleinen Jungen |
|      | 20  |          | Ehrenhain für Gefallene des Zweiten Weltkrieges        | gleiche Gestaltung wie Ehrenhain für Ersten Weltkrieg |
|      | 21  |          | Erbbegräbnis Familie Braun                             | Familie Braun war Besitzer der Staupitzmühle, geschliffener schwarzer Granit |

### Gedenkstätten

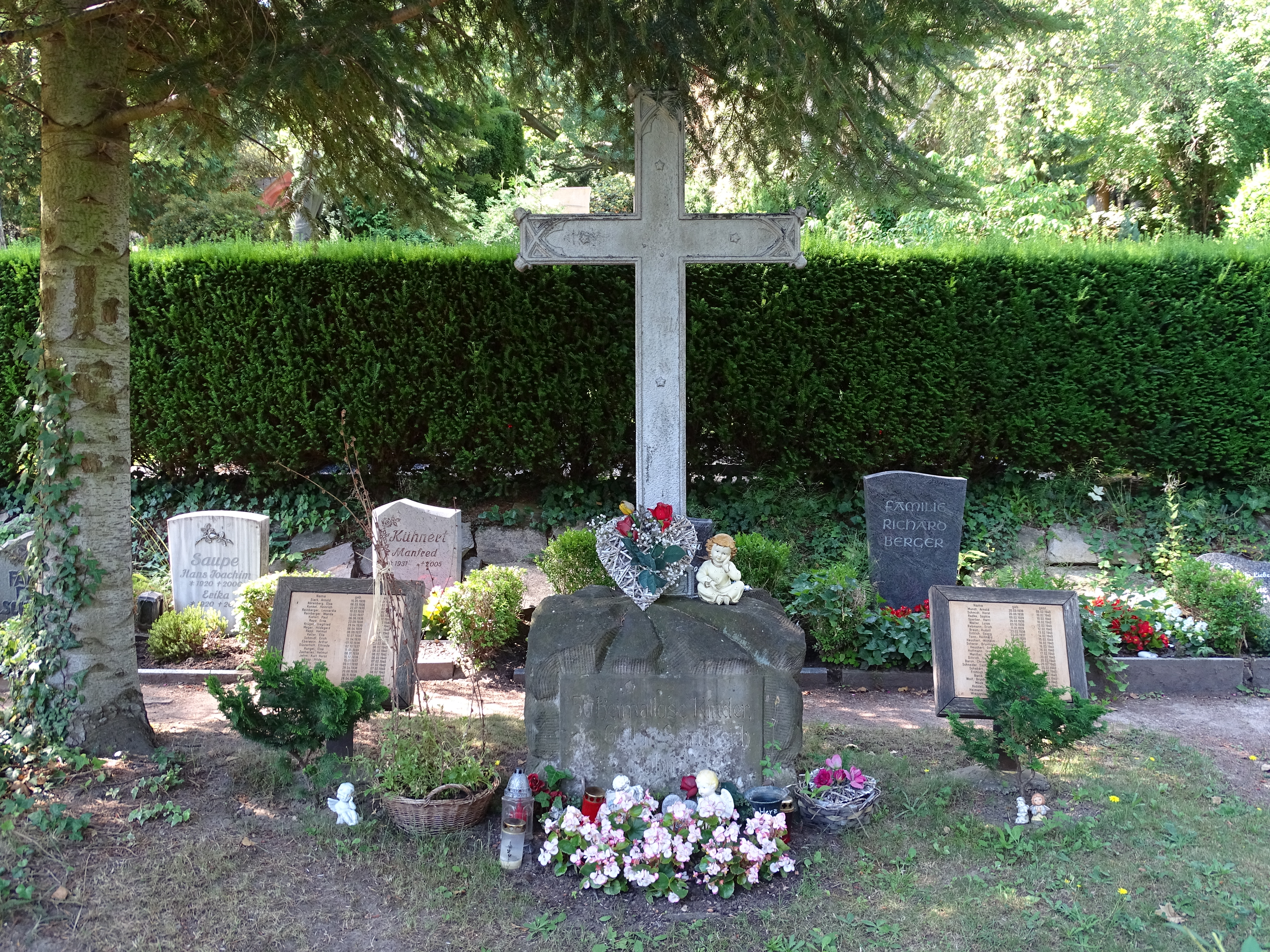
Gedenkstein für 56 verstorbene Kinder aus dem Jahr 1940

Auf dem Niederfriedhof gibt es verschiedene Gedenkstätten. Auf zwei separaten Feldern wurden 80 Soldaten aus dem Ersten Weltkrieg und 91 aus dem Zweiten Weltkrieg beigesetzt. An sie erinnern einfache Holzkreuze, die die Lebensdaten der verstorbenen tragen. Beide Ehrenhaine sind als Einzeldenkmal geschützt, wobei die Holzkreuze teilweise erneuert wurden.
Am oberen Eingang des Friedhofs erinnert eine Tafel an die sechs Arbeiter, die im April 1938 bei der Explosion eines Druckkessels mit 3000 Litern siedender Fettmasse in der Seifenfabrik Hermann Otto Schmidt ums Leben kamen und auf dem Friedhof beigesetzt wurden.
Hinter der Friedhofskapelle befindet sich ein Kreuz auf einem quadratischen Stein, der an 56 verstorbene Umsiedlerkinder erinnert. Sie gehörten zu Familien aus Wolhynien und Galizien, die 1939/1940 nach Döbeln kamen und hier zunächst in verschiedenen Auffangheimen unterkamen. Bereits Ende Januar 1940 brach die Diphtherie unter den Flüchtlingen aus, die 56 Kinder im Alter zwischen 3 Monaten und 3 Jahren tötete. Die Verstorbenen wurden auf dem Niederfriedhof beigesetzt; seit Mai 1940 erinnert der Gedenkstein an die Toten, die Inschrift lautet „56 heimatlose Kinder, die Gott in sein Reich nahm“.
Im November 1999 wurde auf dem Niederfriedhof anlässlich des Volkstrauertages ein Gedenkkreuz eingeweiht, das zu Frieden mahnt und von der Stadt Döbeln gestiftet wurde. Das Steinkreuz wie auch die davorliegende Inschriftplatte bestehen aus rotem Meißner Granit. Der Text der Inschriftplatte lautet „Unsere Verantwortung gilt dem Frieden unter den Menschen zu Hause und in der Welt“. Seit 1999 findet am Volkstrauertag die Gedenkveranstaltung der Stadt mit Kranzniederlegung an diesem Steinkreuz statt.

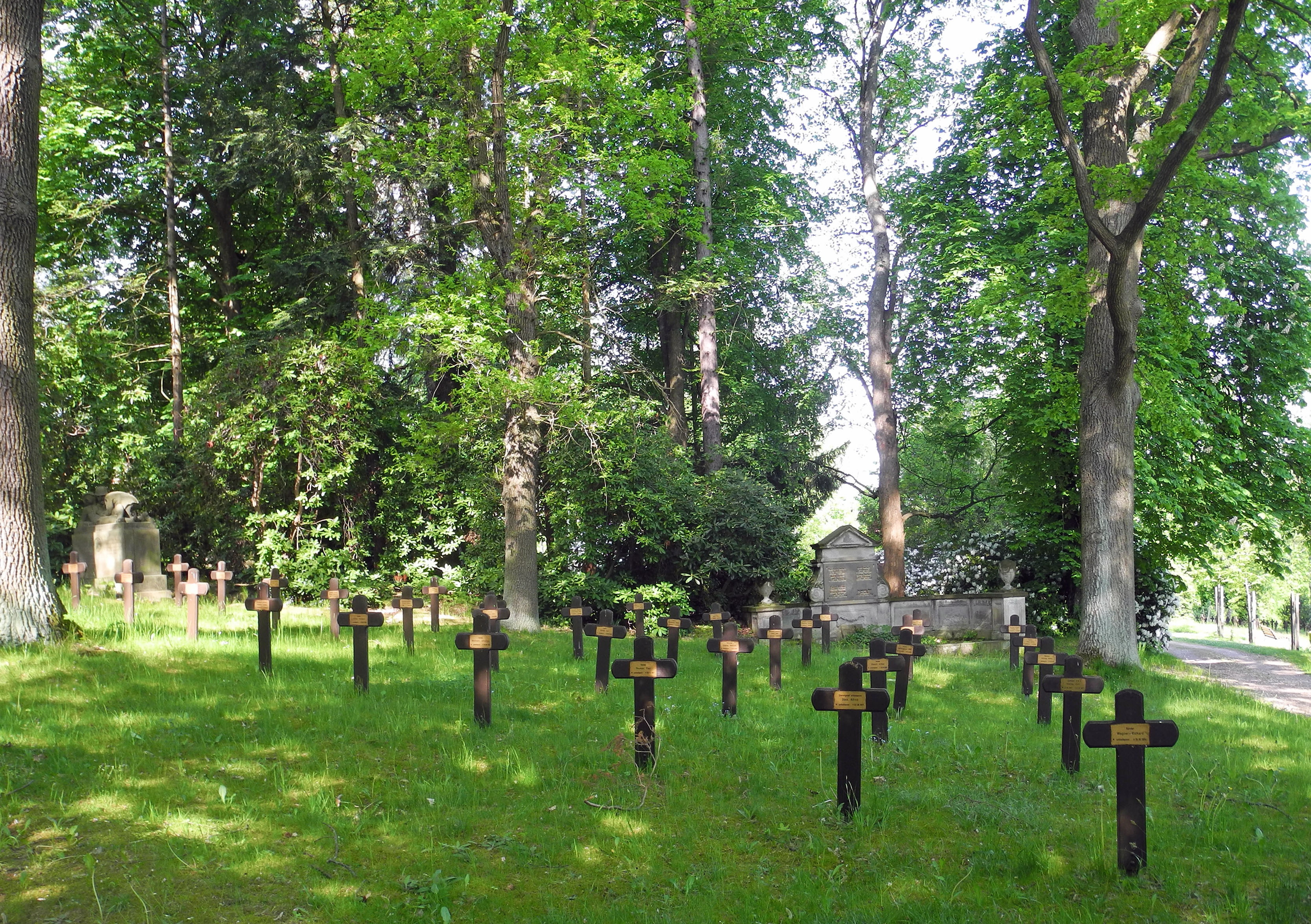
Gedenkstätte Erster Weltkrieg
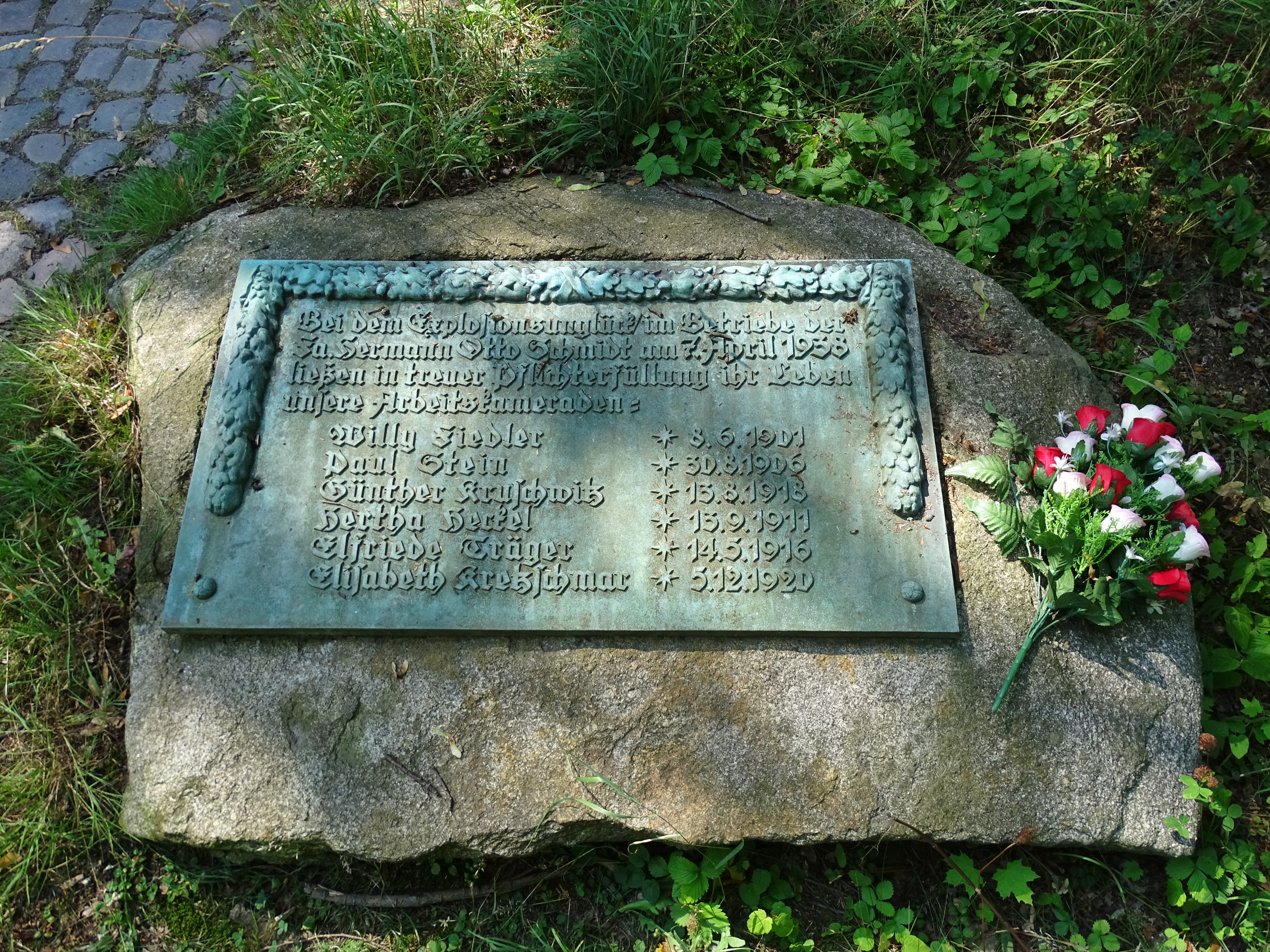
Gedenkstein für die Opfer des Seifenfabrik-Unglücks 1938
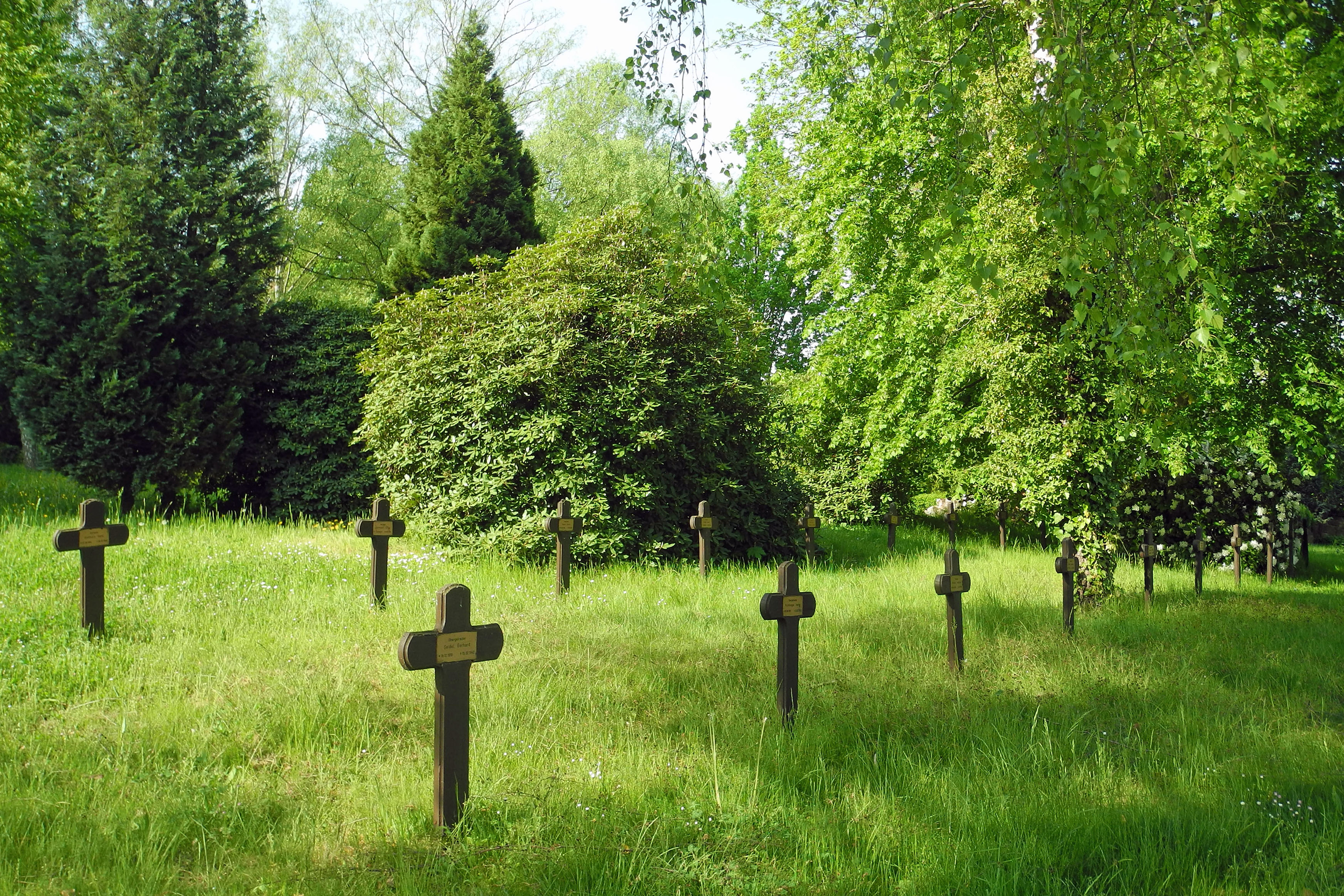
Gedenkstätte Zweiter Weltkrieg
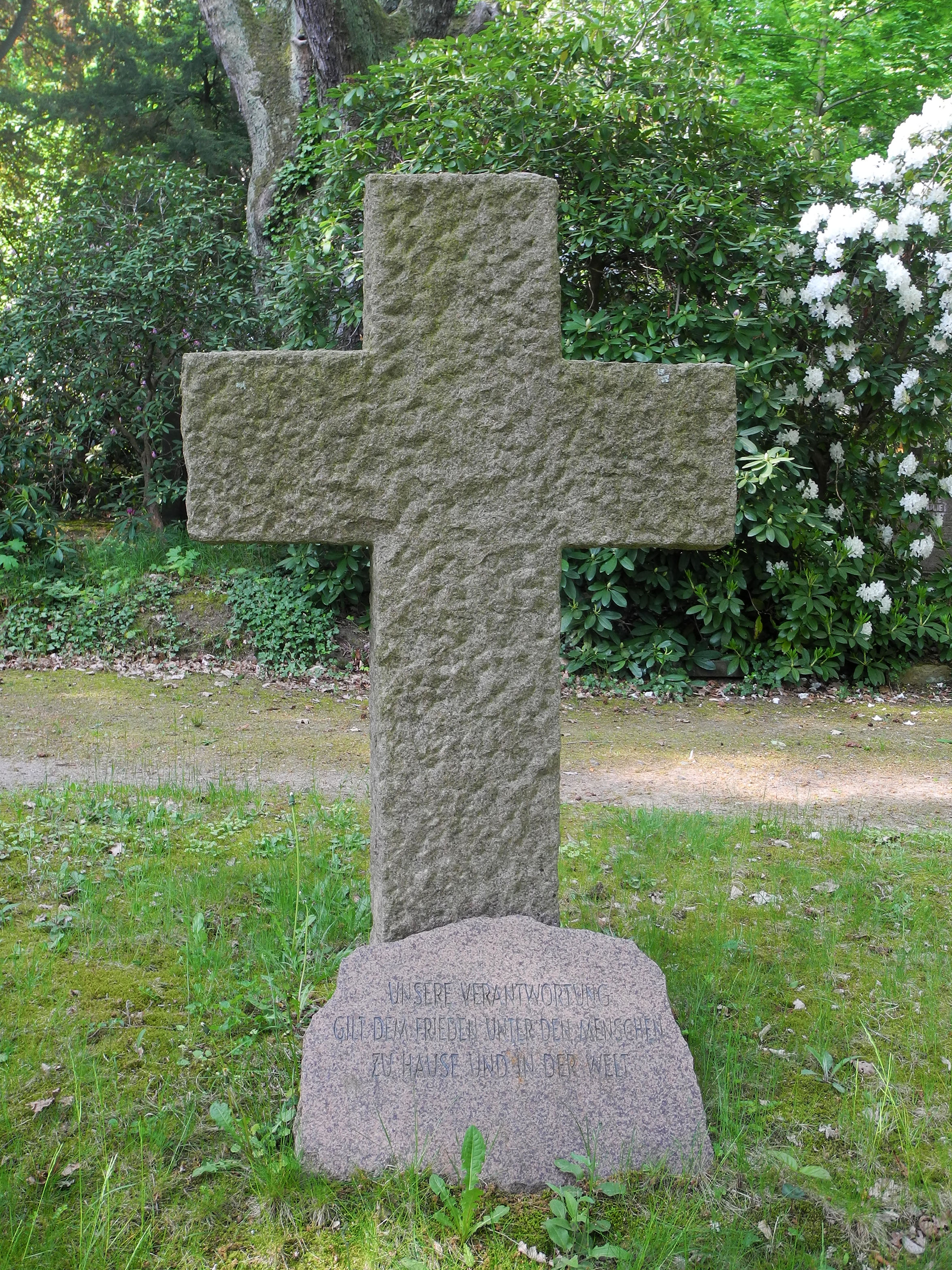
Gedenkkreuz aus dem Jahr 1999

### Weitere Grabstätten

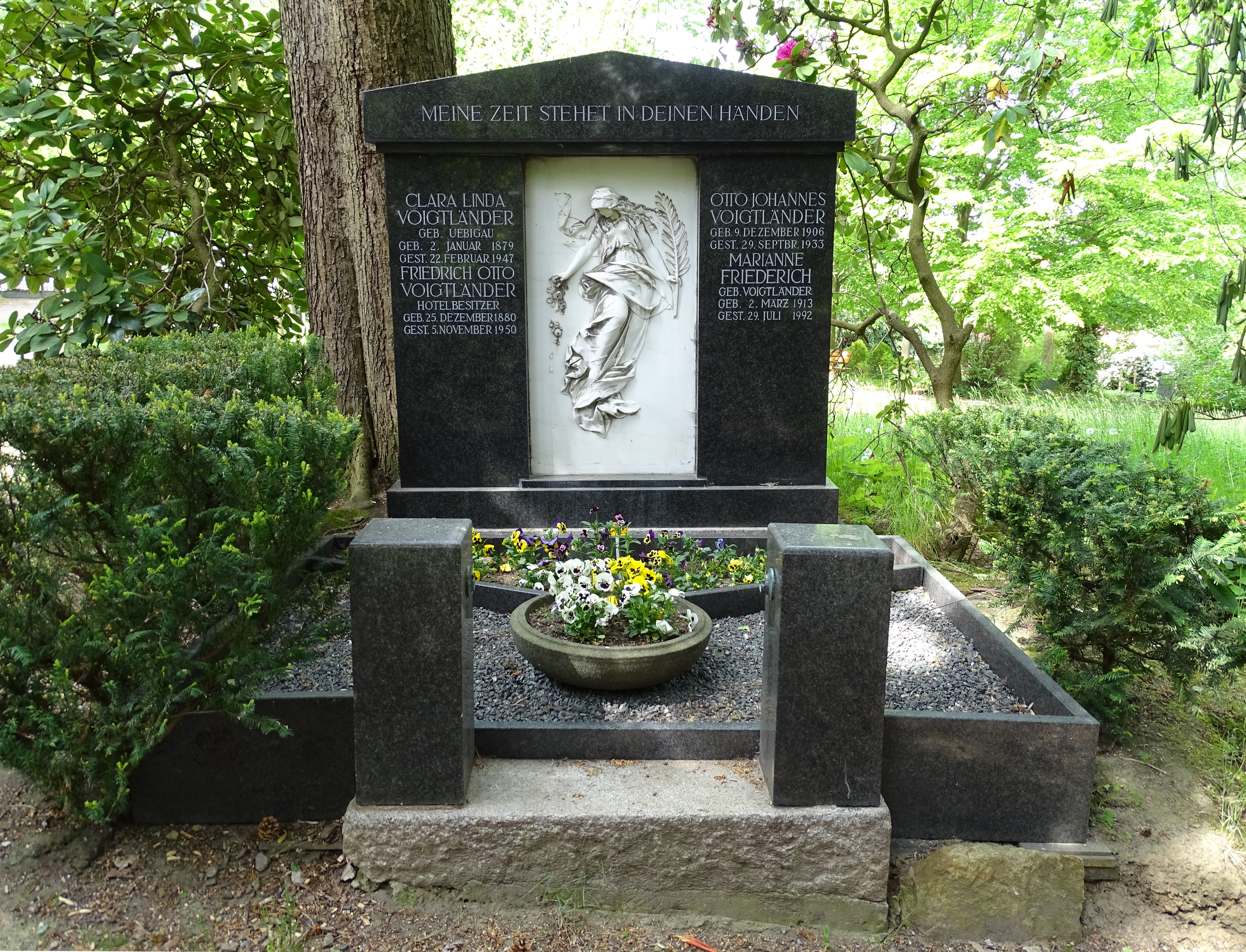
Grabstätte Voigtländer

Auf dem Friedhof haben sich nur wenige Grabsteine aus der frühen Zeit des Friedhofs erhalten. Noch Anfang des 20. Jahrhunderts wurden historische Grabsteine an Steinmetze verkauft, so beschreibt Cornelius Gurlitt 1903 das Sandsteindenkmal einer unbekannten Frau aus dem Jahr 1680 mit Inschrifttafel, Fruchtgehänge und Engelsköpfen, das die Übergangsformen von Renaissance zum Barock zeigt. „Der Stein […] ist nach Aussage des Todtengräbers mit einigen anderen aus der zweiten Hälfte des 18. Jahrhunderts bereits vom Kirchenvorstande an einen Steinmetz verkauft worden. Es sind überhaupt vom Friedhofe jederzeit alte Grabsteine verkauft worden.“ Auf dem ältesten, nördlichen Teil des Friedhofs befinden sich überwiegend neue Grabanlagen der Gegenwart mit vereinzelten Ausnahmen (z. B. Grabstätte Clemen mit einem Grab von 1834). Kulturhistorisch bedeutende Grabstätten sind überwiegend Erbbegräbnisse von Industriellen um 1900 (sh. geschützte Einzelgrabstätten).
Noch um 1900 hatte sich das inzwischen verschwundene Grufthaus der Familie des Johann Friedrich Conradi aus dem Jahr 1705 erhalten. Es war „in der Grundform ein Rechteck. Die östliche Langseite ist durch zwei im Korbbogen geschlossene Arkaden geöffnet, in denen zwar einfache, aber doch beachtenswerte Gitter in Barockformen stehen. Im Innern zwei Gruftplatten mit Flachornament […]. Die flache Decke zieren angetragene Stuckprofile mit Rankenornament, das durch vielfachen Kalkanstrich sehr unklar und verschwommen wurde.“ Laut einer späteren Beschreibung befanden sich hingegen „an der Westseite zwei Korbbogenarkaden mit barockem Gitter.“
Bildhauer Otto Rost, der auf dem Friedhof die einzeln geschützten Grabmäler Gleisberg und die Urne des Erbbegräbnisses der Familie Walter Seidel schuf, ist auf dem Friedhof beigesetzt. Sein Grab, in dem auch seine Eltern beigesetzt sind, ziert eine von ihm geschaffene Sandstein-Skulptur (WV 050: Figur auf dem Rost-Familiengrab).
Auffällig ist das Grab der Familie Voigtländer aus schwarzem Stein mit weißem Relief (um 1933). Das Relief zeigt „eine verhüllte weibliche Trauergestalt, schwebend und in wehendem Gewand. In der linken Hand hält sie einen Palmzweig, aus der geöffneten rechten fallen Rosenblüten zur Erde“. Es handelt sich um eine Arbeit von Joseph Sautermeister (1864–1912), die sich auch auf anderen Friedhöfen in Deutschland, darunter in Dresden, Eisenach und Pirna, wiederfindet. Als Vorlage diente das monumentale Relief der Grabstätte Wilhelm von Kaulbach auf dem Alten Südfriedhof in München, das Lorenz Gedon geschaffen hatte.

## Besonderheiten

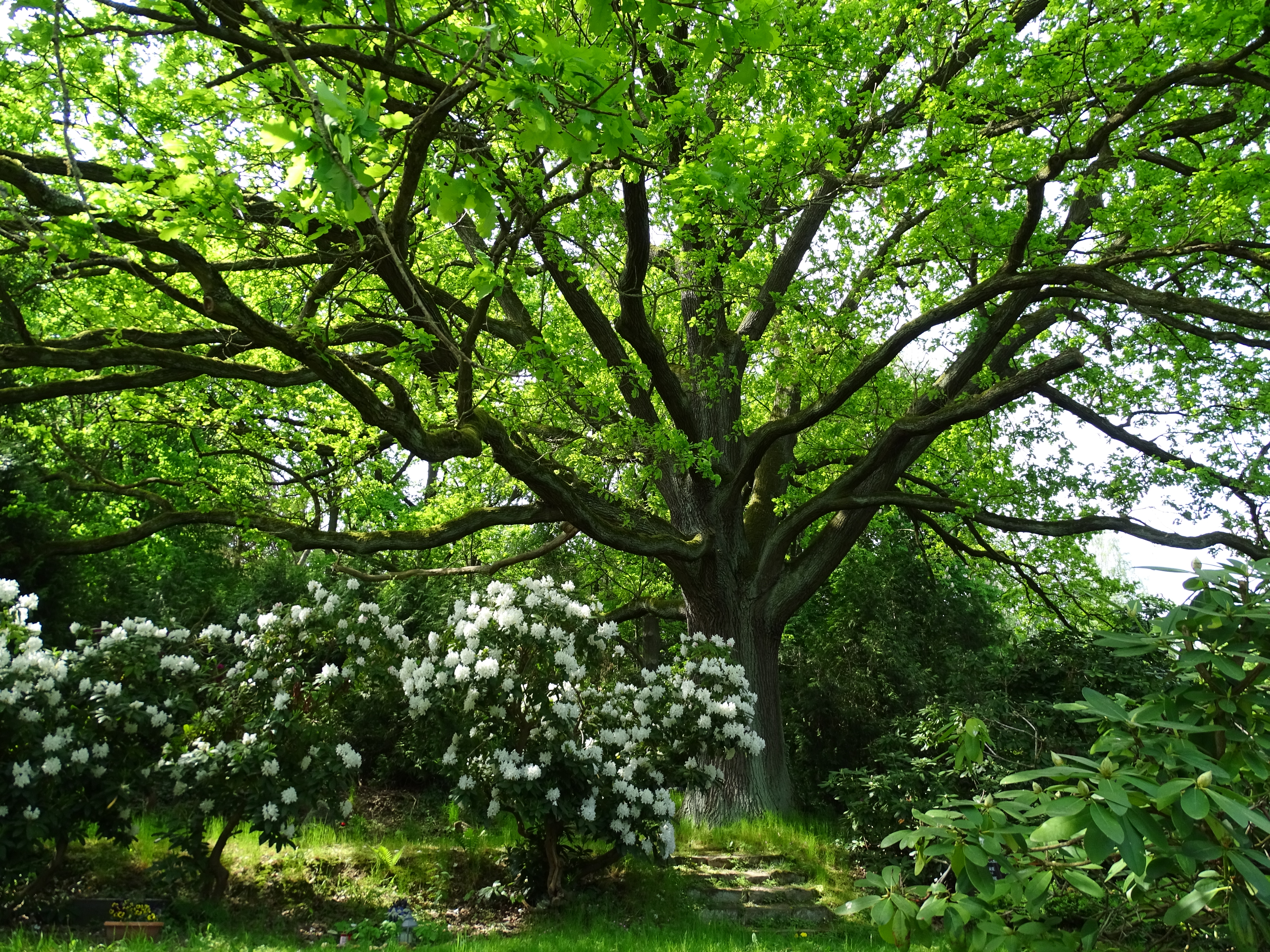
Rund 200 Jahre alte Eiche auf dem Niederfriedhof

Der Niederfriedhof und dabei vor allem der obere Parkfriedhofsteil hat einen reichen Baumbestand. Farbige Akzente bieten zahlreiche Rhododendronbüsche.
Zu den besonderen Bäumen auf dem Friedhof gehört ein Fächerahorn, der rund 150 Jahre alt ist. Eine Eiche auf dem Niederfriedhof ist rund 200 Jahre alt und besitzt einen Stammumfang von 4,23 Metern. Sie gehört damit wie auch der Fächerahorn zu den ältesten Bäumen der Stadt Döbeln: Nur 27 Bäume in der Gegend werden auf ein Alter von über 100 Jahren geschätzt.

## Persönlichkeiten

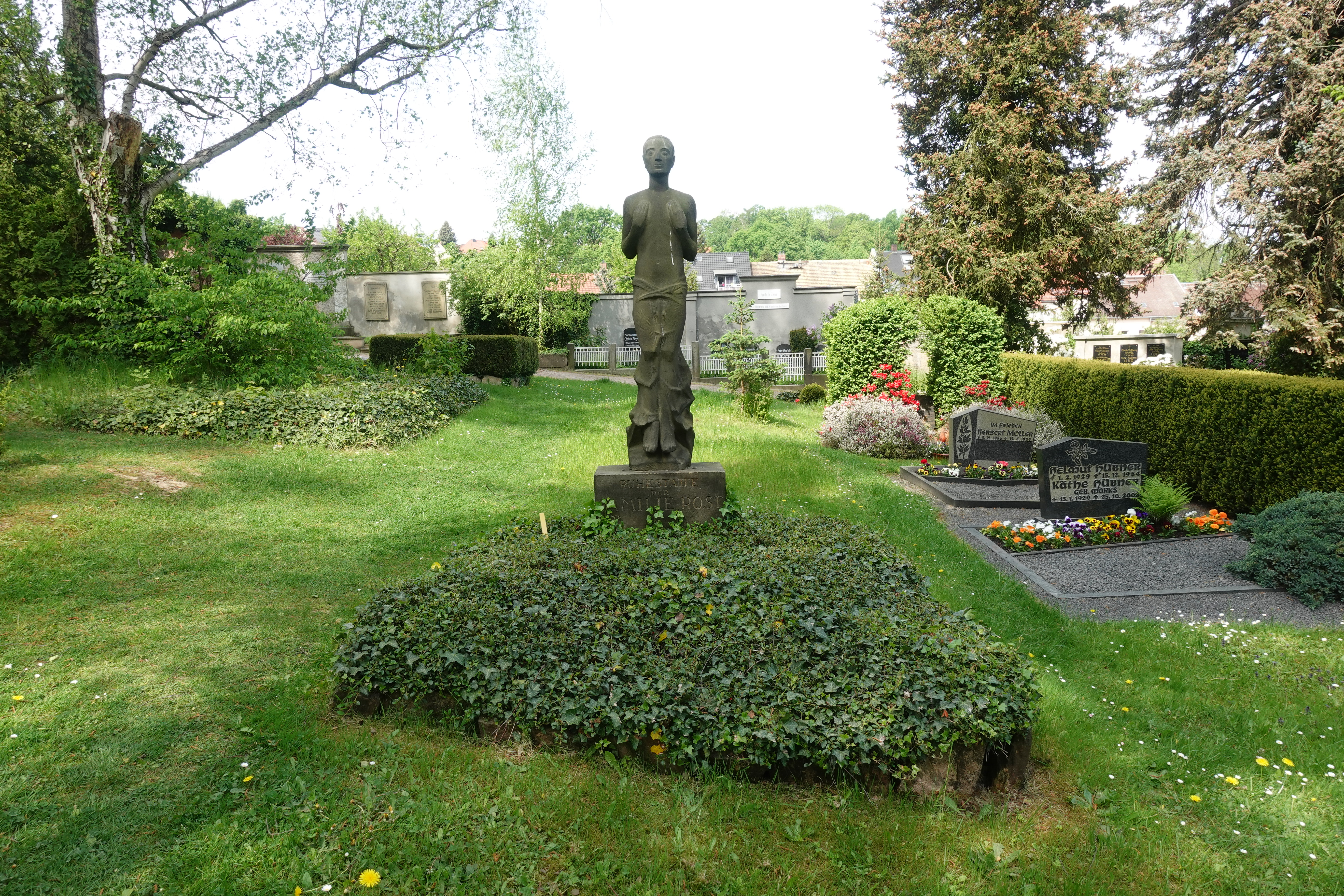
Grab von Otto Rost

- Adam Ebert (1848–1905), Bankier, Ehrenbürger und Stifter
- Walter Eckhard (1903–1982), Maler und Grafiker
- Ernst Henrici (1854–1915), Politiker und Antisemit (nicht erhalten)
- Gustav Hey (1847–1916), Slawist
- Otto Emil Reinhold (1864–1950), Chronist
- Otto Rost (1887–1970), Bildhauer
- Richard Rühlmann (1846–1908), Mathematiker und Politiker[69] (nicht erhalten)
- Ernst Stiehler († 1909), Professor, Pädagoge